# Basilique Saint-Ambroise de Milan
Ne doit pas être confondu avec Église Saint-Ambroise de Florence.
Pour les articles homonymes, voir Saint-Ambroise (homonymie).
La basilique Saint-Ambroise (en italien : Basilica di Sant'Ambrogio, en dialecte milanais : basilega de Sant Ambroeus, ou encore basilique Martyrum) est l'une des plus anciennes églises de Milan, en Lombardie. Elle est située sur la place Saint-Ambroise (Piazza Sant'Ambrogio) et constitue un monument de l'époque paléochrétienne et romane, ainsi qu'un lieu fondamental de l'histoire de Milan et de l'archidiocèse de la ville. Elle est traditionnellement considérée comme la deuxième église la plus importante de Milan après la cathédrale. Avec la basilique prophetarum, la basilique apostolorum et la basilique virginum, la basilique martyrum, elle compte parmi les quatre basiliques ambrosiennes, c'est-à-dire celles construites par saint Ambroise.
Témoignage de seize siècles d'histoire et chef-d'œuvre de l'art roman lombard et milanais, la basilique est construite entre 379 et 386, à la fin du Bas-Empire romain à la demande de l'évêque de Milan Ambroise afin d'y déposer les corps des martyrs chrétiens. À cette époque, la ville romaine de Mediolanum (Milan moderne) était la capitale de l'Empire romain d'Occident, rôle qu'elle a occupé de 286 à 402. Elle a été presque totalement reconstruite, prenant son aspect définitif entre 1088 et 1099.
La nouvelle basilique du XIe siècle hérite scrupuleusement du plan de l'église paléochrétienne originale du IVe siècle : trois vaisseaux avec absides sans transept, précédés d'un atrium. Même si l’édifice a été détruit et reconstruit à maintes reprises, et s’il ne reste que très peu de l'église originelle, la structure actuelle est romane ; une partie des pierres provient des murs de l'enceinte romaine et du cirque.
Le complexe architectural est composé du monastère et du presbytère Sant'Ambrogio, de l'église de San Sigismondo et de la basilique.
D'un point de vue artistique, l'ensemble est remarquable pour : le portail de l'entrée principale de la basilique, qui se caractérise par une décoration soignée en relief, l'autel Sant'Ambrogio, construit entre 824 et 859 par Vuolvino et commandé par l'archevêque de Milan Angilberto II, au précieux antependium doré en relief avec des pierres serties sur les quatre côtés, le ciborium de l'époque ottonienne, qui repose sur quatre colonnes en porphyre rouge et qui présente, sur les quatre faces, des hauts reliefs en stuc, ainsi que le bassin absidal, qui est décoré d'une mosaïque datant du XIe siècle, et la chapelle paléochrétienne San Vittore in ciel d'oro, qui remonte au Ve siècle et qui possède une voûte entièrement décorée à la feuille d'or. Ses murs latéraux sont recouverts d'une mosaïque représentant six saints, dont saint Ambroise, constituant la plus ancienne représentation connue du saint milanais.

## Histoire

### Ancienne basilique paléochrétienne

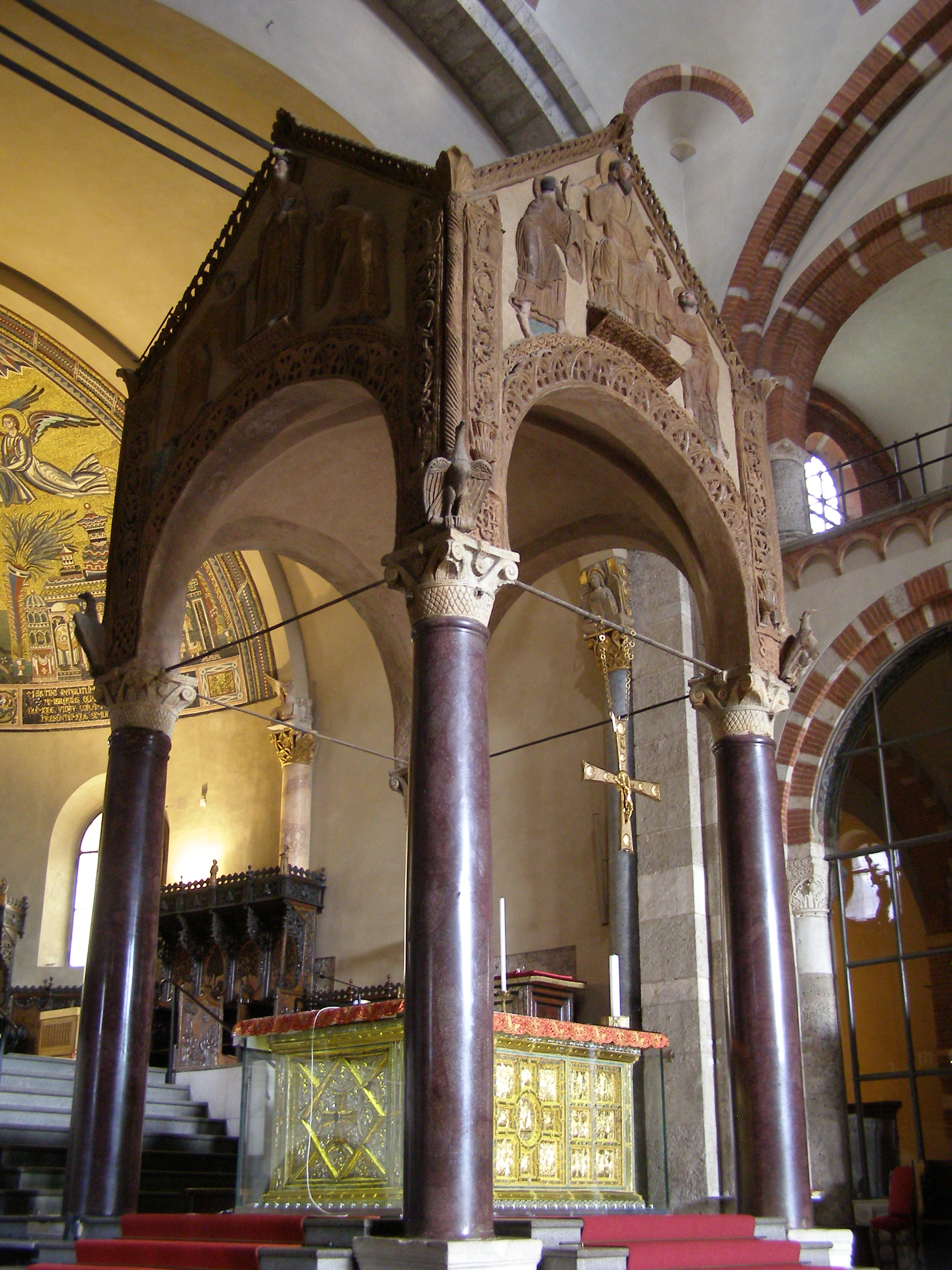
Le ciborium.

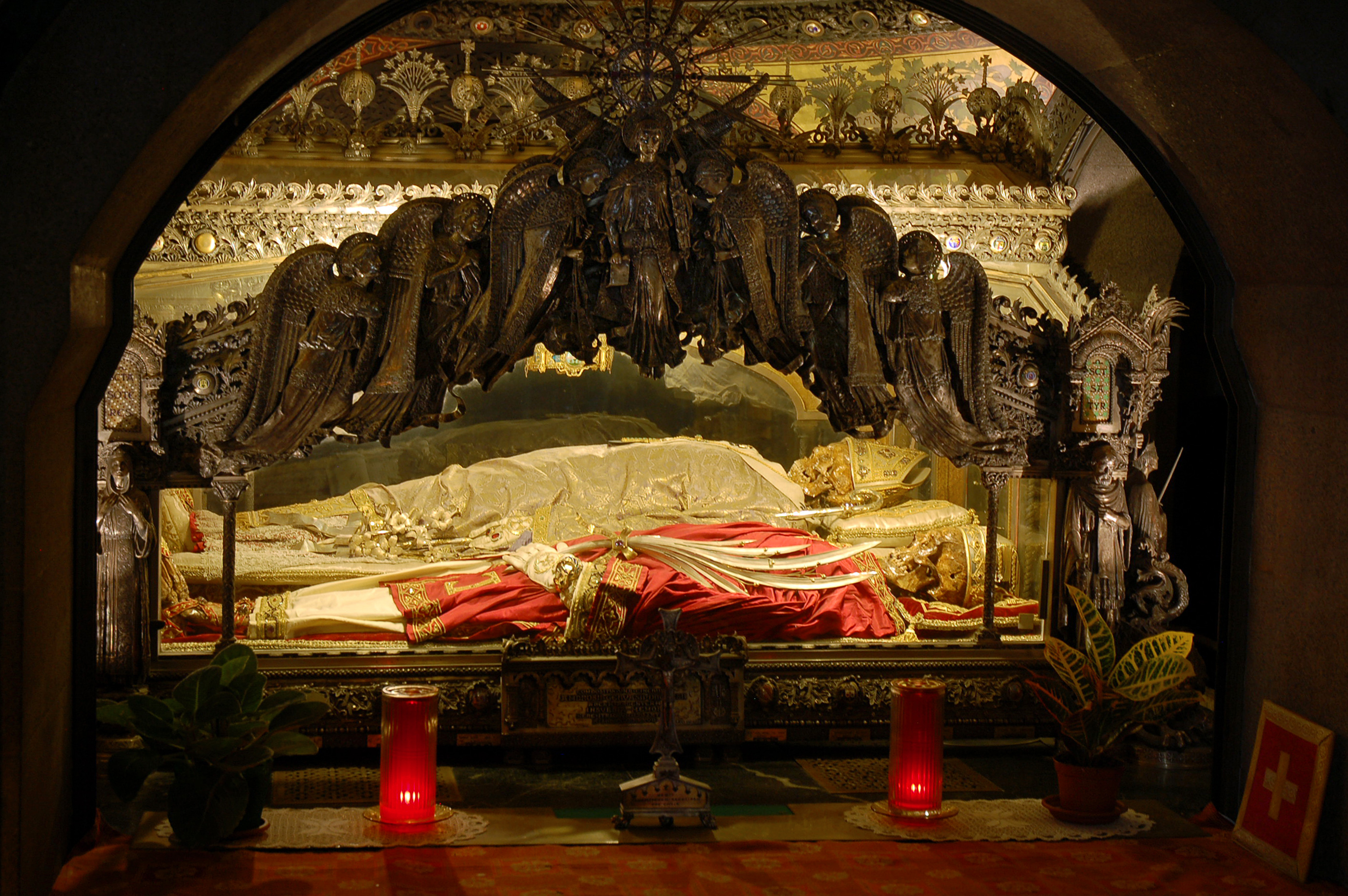
Corps des saints Ambroise, Gervais et Protais dans la crypte sous l'autel Sant'Ambrogio.

La basilique Saint-Ambroise, dont le nom complet est « basilique romaine mineure collégiale abbatiale prévôtale Saint-Ambroise », a été construite entre 379 et 386, époque du Bas-Empire romain, à la demande de l'évêque de Milan Ambroise, lorsque la ville romaine de Mediolanum (Milan moderne) était la capitale de l'Empire romain d'Occident, rôle qu'elle a tenu de 286 à 402. Elle est édifiée à l'extérieur des murs romains, non loin de la Porta Vercellina, dans une zone où les chrétiens furent martyrisés lors des persécutions romaines.
Ces sépultures donnèrent naissance à un cimetière ad martyres (« des martyrs »), non loin du mausolée impérial San Vittore al Corpo. Pour cette raison, la basilique est dédiée aux martyrs, d'où le nom paléochrétien originel de basilique martyrum : Ambroise lui-même y dépose les reliques des saints martyrs Gervais et Protais. Saint Ambroise y est enterré en 397 et, bien des années plus tard, entre le IXe et le XIe siècle, la basilique change de nom pour prendre son nom actuel.
Avec saint Ambroise commence un programme de construction de basiliques dédiées à différentes catégories de saints : une basilique l'est aux prophètes (la basilique Prophetarum, rebaptisée plus tard basilique San Dionigi), une aux apôtres (la basilique Apostolorum, qui prendra le nom de basilique San Nazaro in Brolo ), une aux martyrs (la basilique Martyrum, qui deviendra plus tard basilique Saint-Ambroise), une aux vierges (la basilique Virginum, rebaptisée plus tard basilique San Simpliciano). Elles sont chacune dédiées à une catégorie de saints différente car il n'y a pas alors de coutume de nommer les églises d'après un seul saint. Ces quatre basiliques sont connues sous le nom de « basiliques ambrosiennes ».
La basilique actuelle respecte scrupuleusement le plan de l'ancienne basilique paléochrétienne commandée par Ambroise : trois vaisseaux avec absides sans transept, précédés d'un atrium à quatre côtés. La basilique paléochrétienne avait un toit en bois, avec la partie centrale à double pente et les deux parties latérales à une seule pente. Très peu d'éléments sont conservés de l'ancienne basilique paléochrétienne : la base d'une colonne dans le bas-côté gauche, l'ornement de la porte d'entrée, qui est conservé au musée diocésain de Milan, le sarcophage de Stilicon, les colonnes qui supportent le ciborium au-dessus de l'autel et les restes de la décoration du chœur, maintenant conservés à l'antiquarium du Trésor de la basilique.
La basilique a subi des premiers changements au Ve siècle, quand l'évêque de Milan Lorenzo I Milano décide d'élever le chœur en le dotant de dalles de marbre juxtaposées avec la technique de l'opus sectile et de construire deux chapelles funéraires dans l'abside, dont la chapelle San Vittore in ciel d'oro, qui nous est parvenue.
En 784, l'archevêque de Milan Pietro I fonde une abbaye bénédictine, approuvée par Charlemagne en 789. Un presbytère y est adjoint qui devait servir les besoins de la communauté laïque de la ville. L'évêque Angilberto II (824- 859) fait ajouter une grande abside précédée d'une salle surmontée d'une voûte en berceau, sous laquelle se déroulaient la liturgie. À la même époque, l'abside est orné d'une grande mosaïque qui nous est parvenue, le Rédempteur trônant entre les martyrs Protais et Gervais avec les archanges Michel et Gabriel, ainsi que deux épisodes de la vie de saint Ambroise. Le campanile de droite (celui le plus bas) date de cette période, inspiré de celui de l'antique basilique Saint-Pierre de Rome construit quelque temps plus tôt. Quatre épis de faitage à tympan sont ajoutés au ciborium de la période ottonienne et décorés de stucs au Xe siècle, encore parfaitement conservés. L'autel de Sant'Ambrogio est situé sous le ciborium, chef-d'œuvre de l'orfèvrerie carolingienne, en or, argent, pierres précieuses et émaux, indiquent la présence des reliques des saints Ambroise, Gervais et Protais, situées sous l'autel et visible depuis une vitre sur la face arrière.

### Époque romane

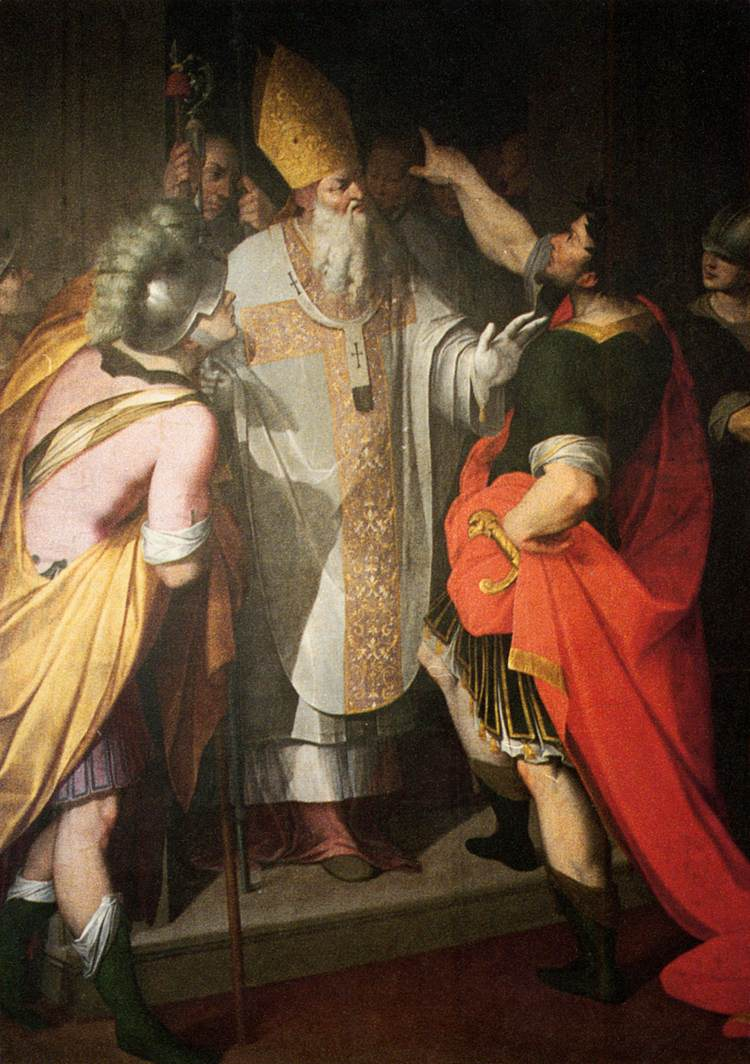
Camillo Procaccini, Saint Ambroise empêche Théodose Ier d'entrer dans la cathédrale Santa Maria Maggiore de Milan, basilique Sant'Ambrogio.

La basilique prend son aspect définitif entre 1088 et 1099, quand l’évêque Anselmo III décide de la reconstruire en suivant les plans de l’architecture romane d'origine. Le plan à trois vaisseaux sans transept et les trois absides correspondantes est conservé ainsi que l'atrium, même si ce dernier n'est plus utilisé pour abriter les catéchumènes et devient un lieu de rencontre. Entre 1128 et 1144, le deuxième clocher est érigé, le plus haut, à gauche de la façade. La lanterne est ajoutée vers la fin du XIIe siècle mais s'effondre dès le 6 juillet 1196 : elle est aussitôt reconstruite, avec sa conformation extérieure particulière caractérisée par des galeries à bandes lombardes sur deux registres superposés.
En 1258, la basilique est le théâtre de la paix de Sant'Ambrogio, qui met fin aux luttes intestines entre nobles (Commune militum) et peuple (Commune populi) milanais.
Au Haut Moyen Âge, la basilique est le site traditionnel du couronnement des empereurs du Saint Empire romain germanique en tant que rois d'Italie. On pense que l'origine de cette tradition remonte à 961, lorsque l'archevêque Valperto consacre Otton Ier roi d'Italie dans la basilique ambrosienne, avant d'obtenir le couronnement impérial du pape Jean XII, comme le rapporte le chroniqueur milanais Landolfo Seniore. Le rite prévoit que la cérémonie a lieu le jour de l'Épiphanie avec la fameuse couronne de fer placée sur la tête du roi d'Italie. Parmi ses successeurs couronnés dans la basilique de Sant'Ambrogio figurent : Corrado di Lorena en 1093 par l'archevêque Anselme III, Otto IV de Brunswick en 1209, Henri VII de Luxembourg en 1311 et Charles IV de Luxembourg, avec Pétrarque comme témoin, en 1355. La basilique est également le siège de l'investiture des nouveaux chevaliers, appelés pour cette raison « soldats de Sant'Ambrogio ».
Les bénédictins administrent les premiers la basilique, et c'est en leur nom que Donato Bramante est chargé en 1492 de concevoir le nouveau presbytère, de reconstruire certaines parties du monastère, de réorganiser la disposition des chapelles de la basilique et de créer le cloître de Saint Ambroise. Les bénédictins restent jusqu'en 1497 lorsqu'ils sont remplacés par les cisterciens de l'abbaye milanaise de Chiaravalle, qui promeuvent de nombreuses initiatives culturelles dont l'ouverture au public de la grande bibliothèque monastique.

### Période moderne

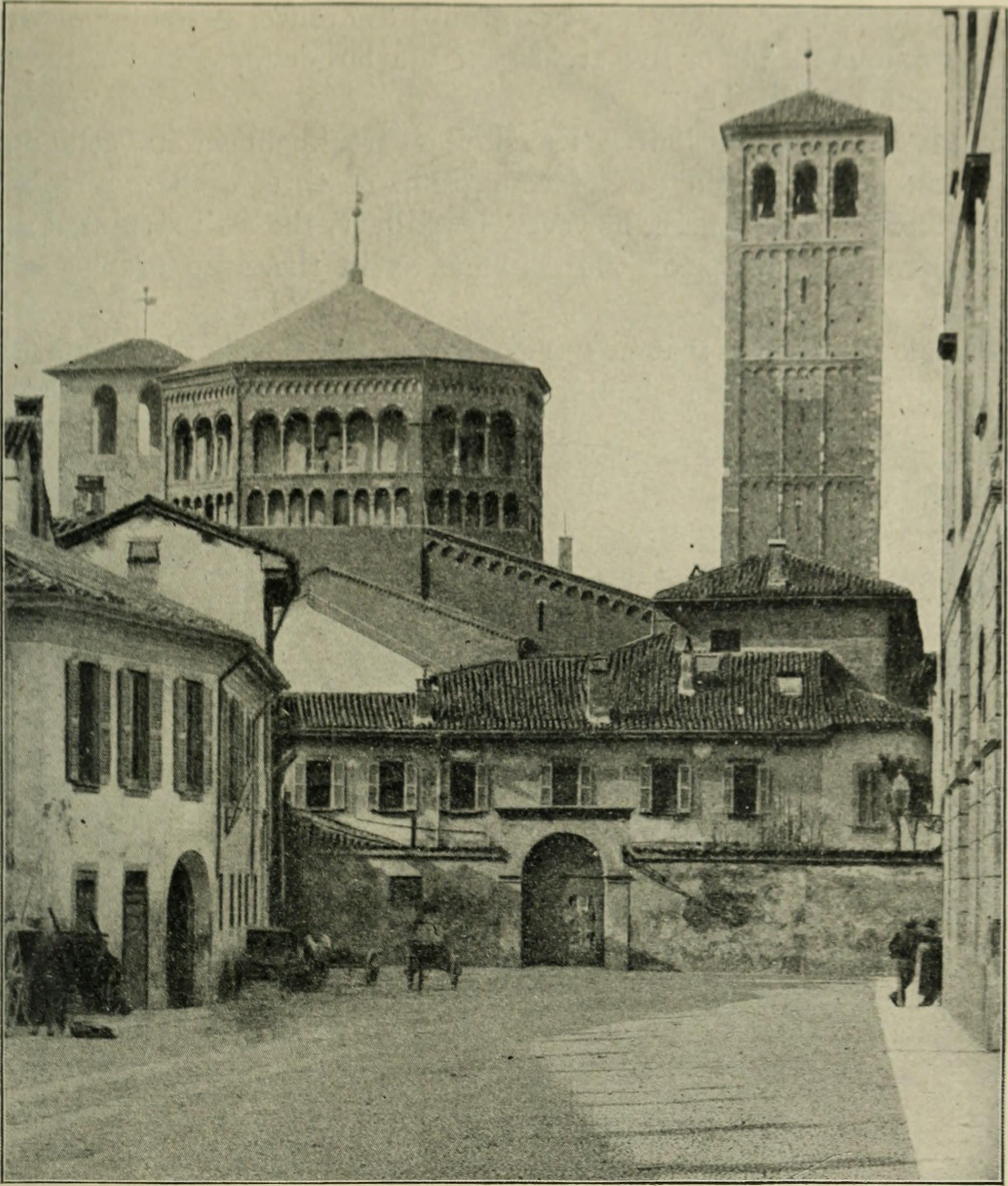
Lanterne de Sant'Ambrogio sur une photographie de 1901.

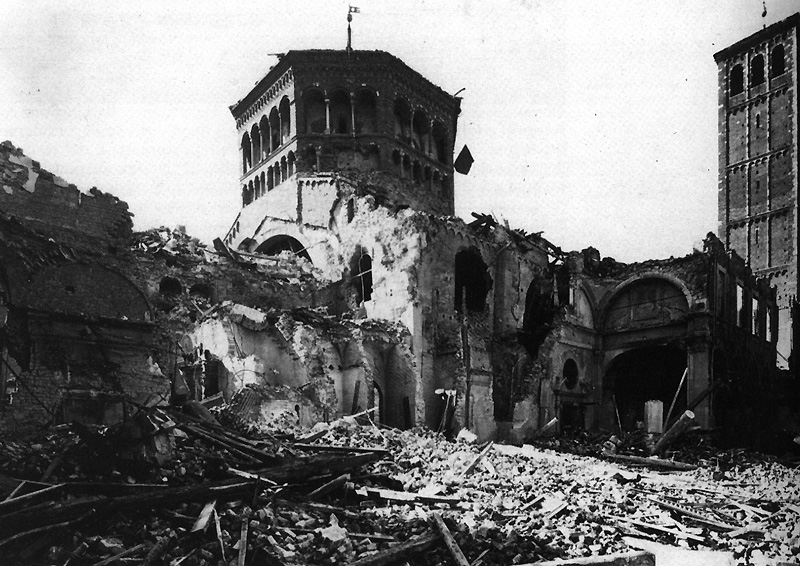
La basilique après les bombardements de 1943.

La situation de la basilique reste pratiquement inchangée jusqu'en 1799 lorsque, après les troubles de la Révolution française, la République Cisalpine décide de supprimer le chapitre de la basilique et d'y établir un hôpital militaire ; à la fin de la domination napoléonienne, avec la restauration autrichienne, la basilique est rouverte au culte et le chapitre des chanoines est restauré.
Le premier acte de I Lombardi alla prima, le quatrième opéra de Giuseppe Verdi, composé sur un livret de Temistocle Solera et mis en scène au Teatro alla Scala le 11 février 1843, s'y déroule. Au XIXe siècle, le poète et patriote Giuseppe Giusti écrit le poème Sant'Ambrogio, dans lequel l'édifice religieux est défini comme « ce vieil homme, là, hors de contrôle ». Un peu moins d'un siècle plus tard, en 1929, la basilique est une source d'inspiration pour la construction du Royce Hall de l'Université de Californie à Los Angeles, dont la façade rappelle celle de Saint-Ambroise.
Monseigneur Gerolamo Comi, premier prévôt-abbé de la basilique, demande au pape Pie X de restaurer l'ancienne forme du chapitre local, composé à l'origine de dix-huit chanoines ordinaires et de neuf chanoines mineurs (ou « Beneficiati »). Pie X, le 5 avril 1908, avec le court « In persona Petri » restaure dans son intégralité l'ancien chapitre, accordant également aux membres de l'institution le titre de « noble palatin ». Le même document accorde également aux armoiries du chapitre de la basilique l'utilisation de l'aigle à deux têtes, symbole et qualification d'une basilique impériale, avec la devise Dominus Adjutor Meus.
La basilique est durement touchée par les bombardements de Milan en 1943, qui détruisent principalement la partie externe de l'atrium, endommagent le dôme de la basilique, la mosaïque derrière l'autel et d'autres parties extérieures. Dans les années suivantes, les restaurations commencent, qui dans les années cinquante permettent à l'édifice de retrouver son ancienne splendeur ; l'œuvre de Bramante est restaurée en 1955 et finalement achevée par Ferdinando Reggiori.
La recherche archéologique, liée aux travaux d'excavation pour la construction d'un parking souterrain dans la zone à côté de la basilique, qui commence en 2005, permet la découverte d'environ 90 tombes pouvant être rattachées au cimetière ad martyres, situé à l'extérieur des murs romains de la ville pendant le Bas-Empire romain (IVe – Ve siècle), trouvées à environ 3,5 à 4 mètres de profondeur ; ce sont des sépultures ordinaires, sans objets funéraires ni structures, signalées par la présence d'os.

## Vestiges des premiers chrétiens

### Église Santa Valeria
Les vestiges de l'église paléochrétienne Santa Valeria, dont la construction remonte avant le VIIe siècle, sont situés à proximité de la basilique. À l'époque romaine, le cimetière ad martyres, démoli en 1786, s'y trouvait, cimetière où étaient enterrés les chrétiens martyrisés lors des persécutions romaines. La basilique martyrum fut construite plus tard près du cimetière et de l'église Santa Valeria. Dédiée à sainte Valérie de Milan, épouse de Vital de Ravenne et mère des saints Gervais et Protais, l'église avait les dimensions de 7,50 m x 7,25 m et se caractérisait par diverses pièces destinées aux tombes. Le site archéologique, situé via Santa Valeria aux maisons numéro 3 et 5? et qui peut être visité sur demande, se compose des fondations et de sections du mur au-dessus du sol, la première étant constituée de galets et de mortier et la seconde formée de briques.

### ChapelleSan Vittore in Ciel d'Oro

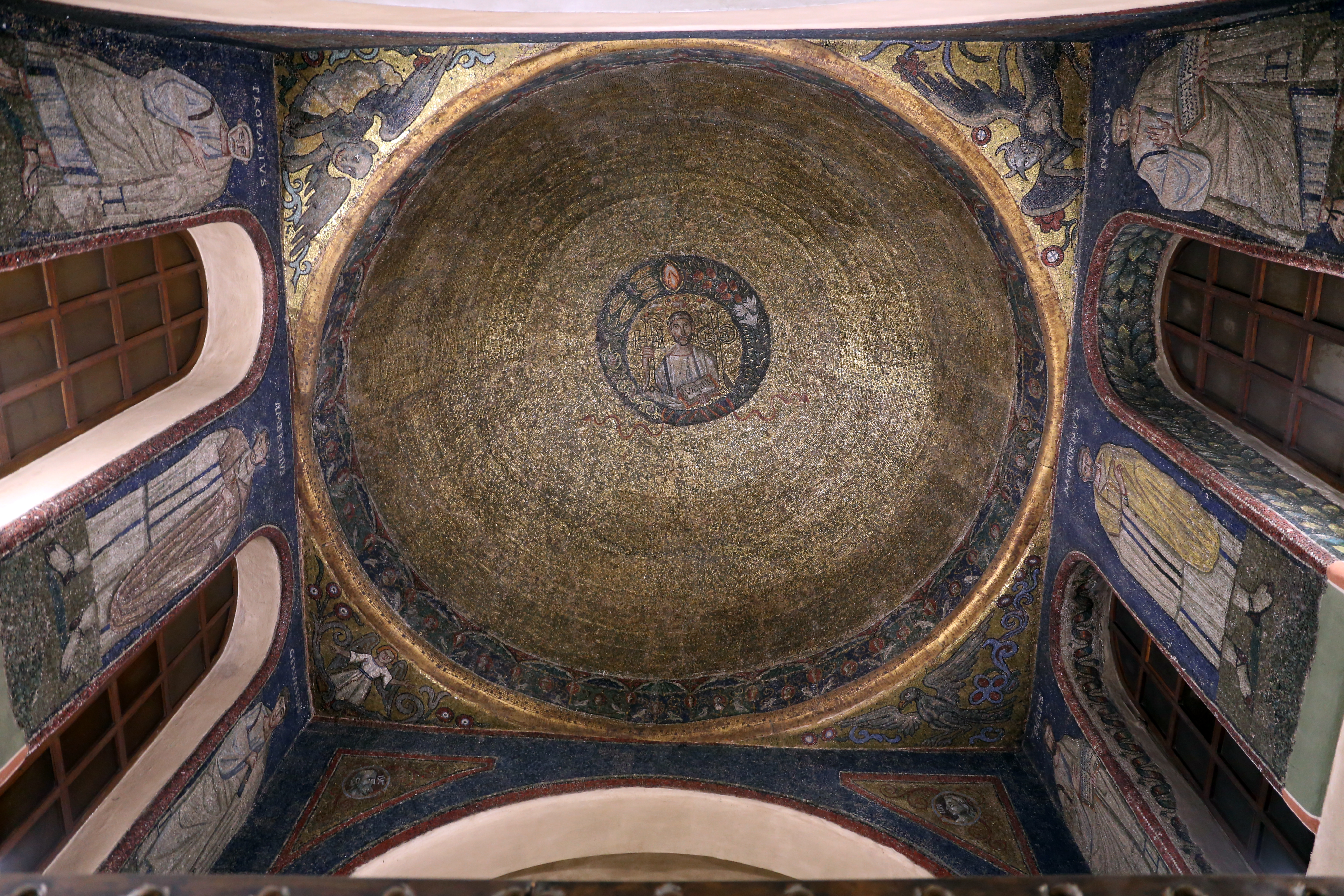
Voûte de la chapelle San Vittore in ciel d'oro.

La chapelle la plus notable de l'église est la chapelle de San Vittore in Ciel d’Oro. Exemple d'architecture et d'art paléochrétiens, elle est construite au IVe siècle comme une structure distincte pour contenir les restes de saint Victor, un martyr local mort en 303, puis de San Satiro, frère de saint Ambroise, décédé prématurément. Le plafond de la chapelle est décoré de mosaïques du Ve siècle représentant les saints Ambroise, Gervais et Protais. Elle n'est incorporée dans la basilique que plus tard.
La chapelle a un plan trapézoïdal et est complétée par une crypte. Lorsqu'elle était une petite chapelle indépendante, elle avait une abside qui fermait l'espace qui fait maintenant face à l'intérieur de la basilique.
Les murs d'enceinte de la chapelle San Vittore in ciel d'oro sont constitués d'une partie interne composée de mortier et de galets et d'une partie externe constituée de rangées de briques. Les décors sont remarquables, dont notamment la voûte, totalement recouverte d'une mosaïque composée de fragments dorés. Un buste de saint Victor le Maure entouré d'un ruban orné d'un rubis et enrichi par les fruits des quatre saisons, est représenté en son centre. Les parois latérales sont d'un bleu intense. Six saints y figurent : saint Ambroise, saint Gervais, saint Protais, saint Materne, saint Nabor et saint Félix ; la représentation de saint Ambroise est la plus ancienne connue du saint milanais.

### Crypte San Satiro
La crypte San Satiro est l'espace souterrain de la chapelle San Vittore in ciel d'oro. Elle abritait autrefois les restes de saint Satiro et de saint Victor. Elle abrite actuellement des sarcophages transférés au IXe siècle de l' église San Vittore al Corpo, cella memoriae ou tropaeum des saints. La crypte San Satiro a été construite pour une grande partie au Moyen Âge : la seule partie datant du début de l'ère chrétienne est le mur de gauche, qui est fait de briques disposées en rangée ou avec une combinaison d'opus spicatum .

Carte de l'ancien Milan romain (Mediolanum) (sec. III-V) avec indiqué les murs et portes, le forum, le théâtre, l'amphithéâtre, le cirque, la zone du palais impérial(en rose plus foncé), la Monnaie, les thermes Erculee, le mausolée impérial, la Via Porticata avec l'arc de triomphe, les entrepôts de rationnement (lat. horrea), le port fluvial, le château et les basiliques paléochrétiennes..

## Architecture

### Généralités

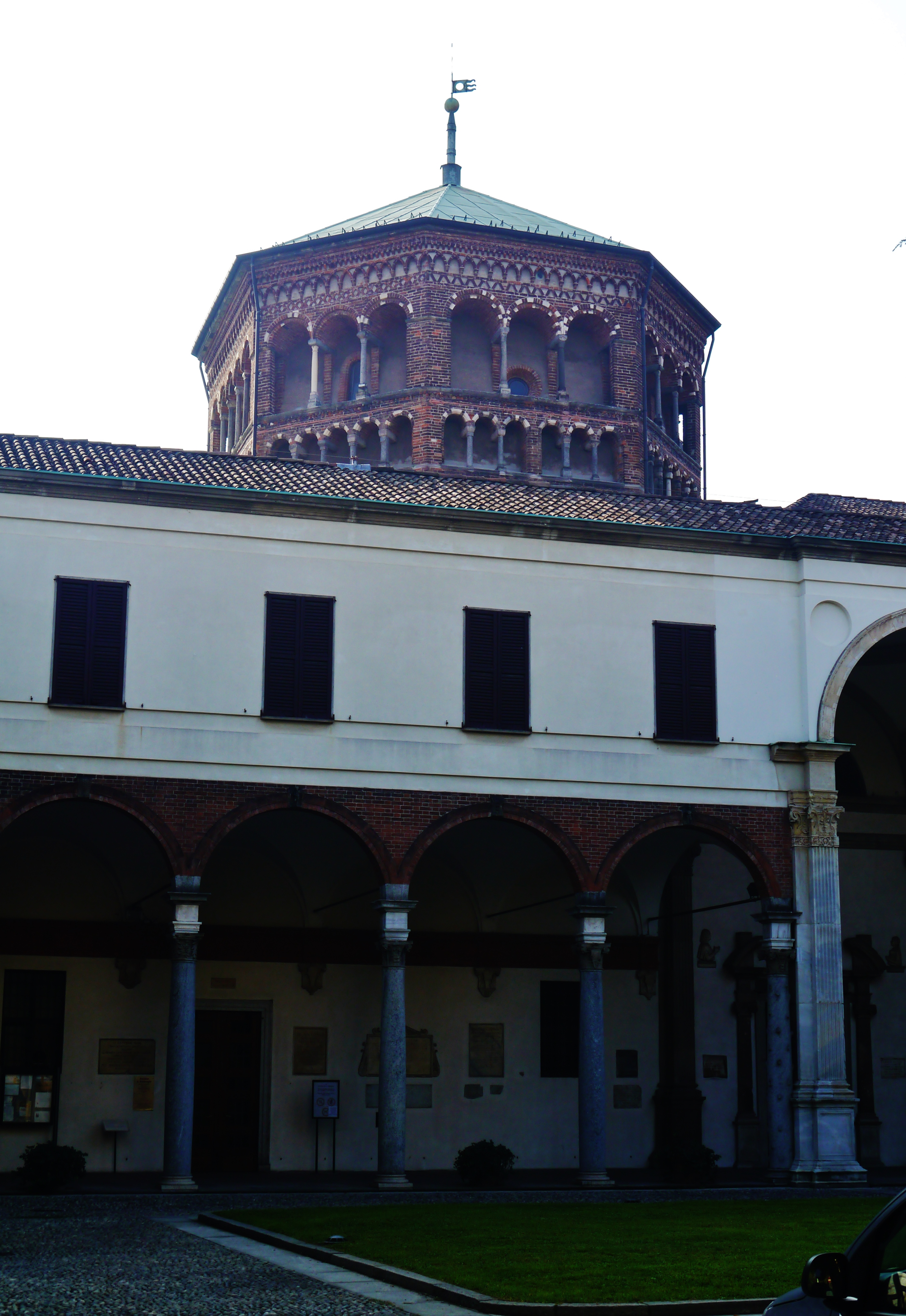
Tour-lanterne de la basilique.

Le matériau de construction du complexe de la basilique Saint-Ambroise est d'origine locale et est qualifié de « pauvre », principalement composé de briques de différentes couleurs, pierre et plâtre.
La basilique apparaît aujourd'hui comme un cas isolé de modèle de roman lombard, car les autres exemples comparables, comme les cathédrales de Pavie, Novare et Vercelli, ont été détruits ou radicalement transformés. Elle constitua certainement un exemple pour les développements ultérieurs de l'architecture romane d'influence lombarde dans la région, qui a alors dépassé les frontières régionales modernes, comprenant des parties de l'Émilie et du Piémont.
Datant du XIIe siècle, sa tour-lanterne est devenue un modèle pour celles construites par la suite dans la région lombarde. Située en correspondance avec la quatrième travée, elle recouvre le dôme ; de forme octogonale, elle présente deux ordres de loggias et de décorations réalisées avec divers agencements de briques.

### Plan

Plan de la basilique.

Le plan de la basilique Saint-Ambroise a une forme rectangulaire, longitudinale, et a la même largeur que l'atrium. L'intérieur est divisé en trois nefs qui se terminent chacune par une abside, la nef centrale étant plus large que les latérales : la largeur de la nef centrale est environ le double de celle des deux nefs latérales. La nef centrale est composée de quatre travées, la dernière étant surmontée d'un dôme et les deux autres de voûtes à croisées d'ogive.
Les deux bas-côtés soutiennent les matronea et ont des travées qui sont la moitié, en largeur, de celles de la nef centrale  La lumière qui pénètre à l'intérieur de la basilique provient des fenêtres de la façade et de la lanterne au plan octogonal. Sous le dôme se trouve le chœur orné d'un antependium enrichi de pierres précieuses. Sur les côtés de la façade, les deux campaniles sont de différentes hauteurs.

### Complexe architectural

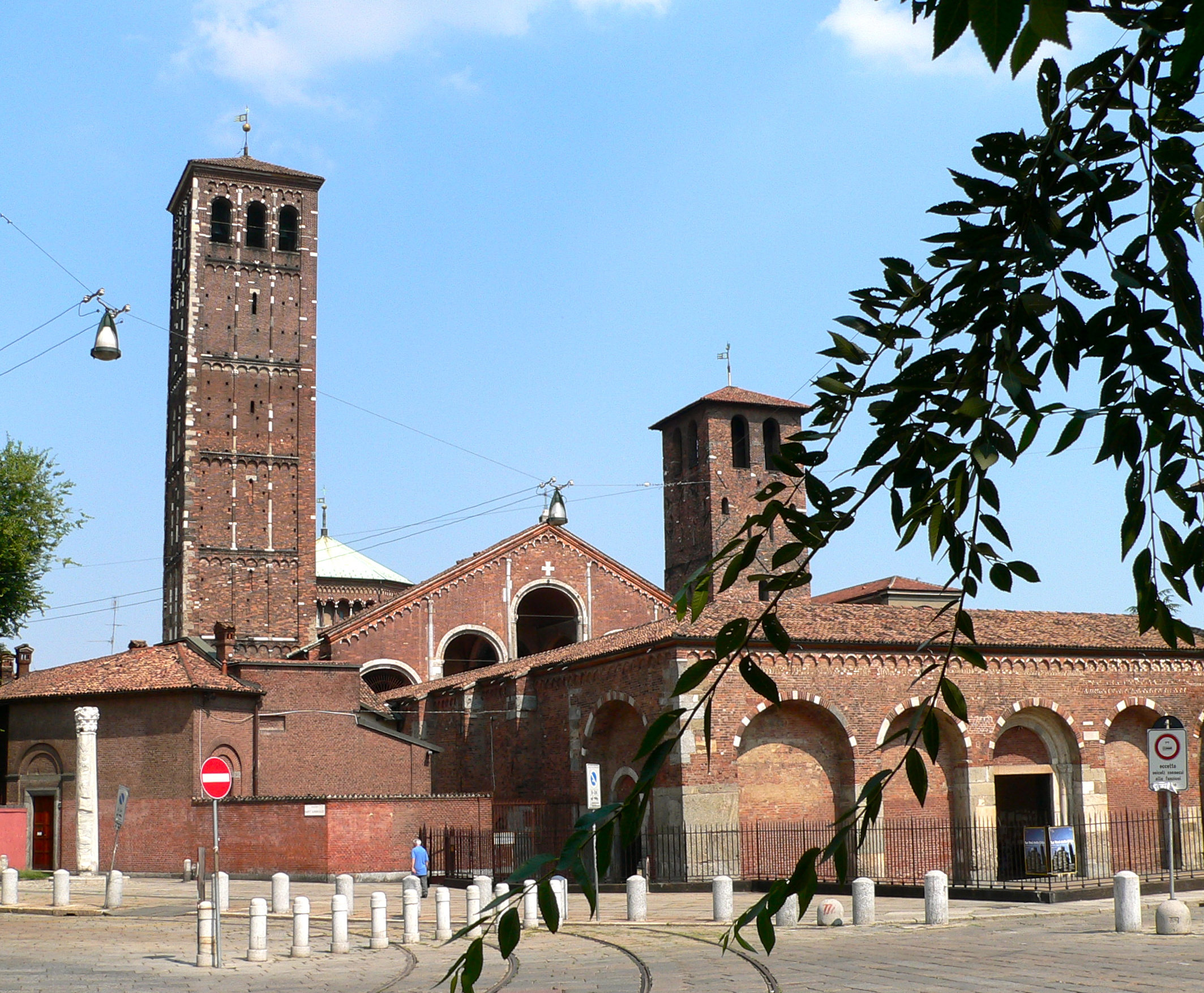
Complexe architectural de la basilique Saint-Ambroise vu de la place opposée Sant'Ambrogio.

L'ensemble architectural de la basilique Saint-Ambroise a un volume compact qui est allégé par la présence de deux loggias, l'une inférieure et l'autre supérieure, et par les arcades de la façade et du portique. Les loggias et les arcades offrent une vue d'ensemble avec une profondeur et un clair-obscur qui augmentent la perspective.
La façade, en particulier, apporte de la luminosité, tandis que les deux loggias donnent une impression d'obscurité. Le volume, à l'intérieur de la basilique, est au contraire assuré par les nervures des voûtes à croisées d'ogive, tandis que la luminosité en clair-obscur est donnée par les arcades internes des murs.
Le complexe architectural est composé du monastère Saint-Ambroise, du presbytère Saint-Ambroise, de l'église San Sigismondo et de la basilique Saint-Ambroise, et est le précurseur, en Lombardie, des basiliques paléochrétiennes et des églises romanes, dont les caractéristiques sont la forme longitudinale et la présence de voûtes croisées soutenues par des colonnes à chapiteaux décorés et d'arcs en plein cintre.
Le presbytère, situé à gauche de la basilique, possède son propre campanile roman et se développe autour d'un atrium, le long duquel se trouvent l'oratoire de la Passion et la petite église San Sigismondo. Cette dernière est située devant le clocher des chanoines, a un plan rectangulaire avec un petit portique d'entrée caractérisé par des arcs abaissés et une abside semi circulaire.

### Cloîtres de Bramante

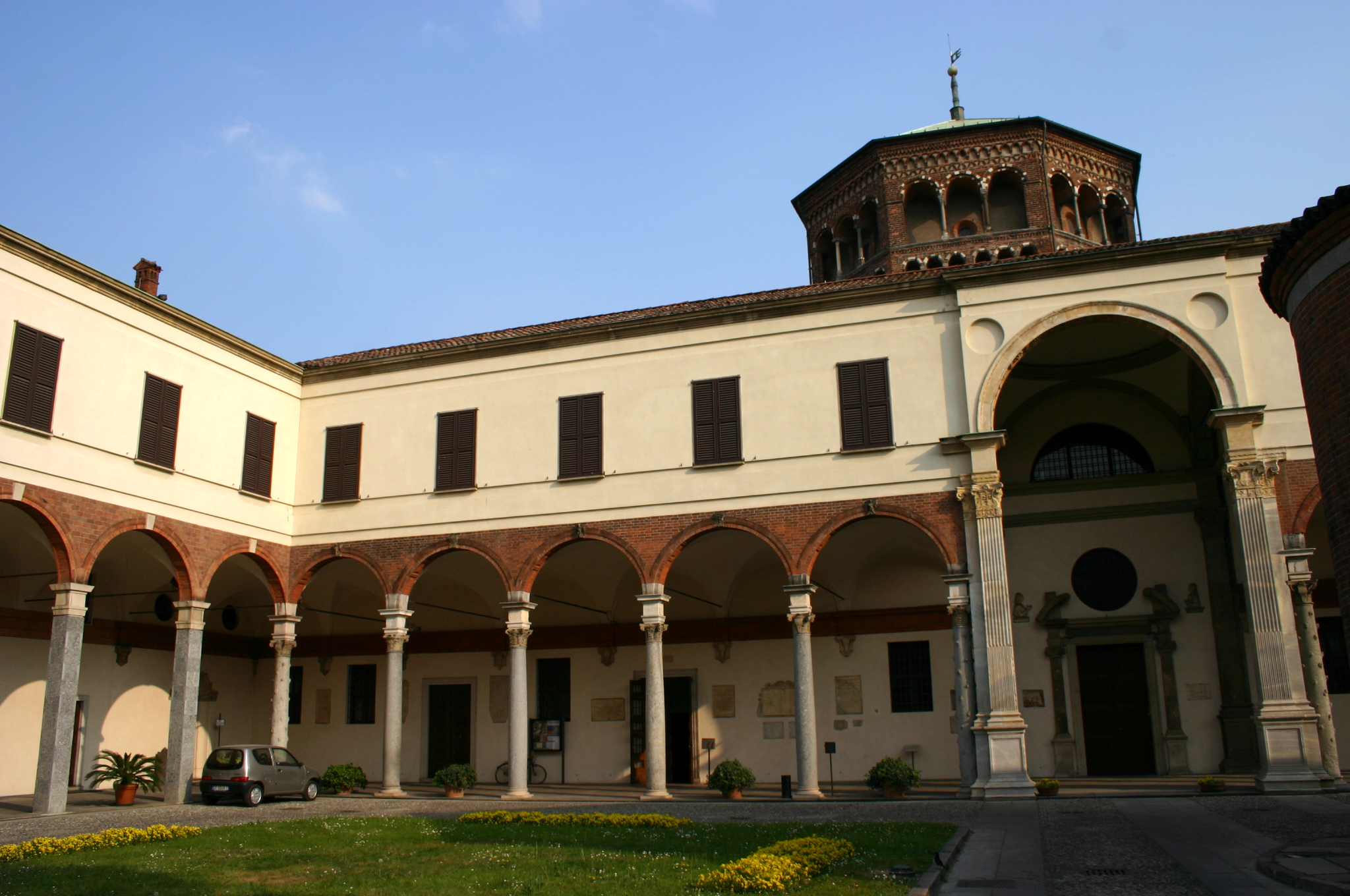
Cloître et portique de Bramante.

Le monastère, qui est situé à droite de la basilique et qui intègre les cloîtres de Sant'Ambrogio conçus par Bramante en 1497, abrite aujourd'hui le siège milanais de l'Université catholique du Sacré-Cœur.
Les cloîtres sont conçus par Bramante sous le mécénat de Ludovic Sforza, héritier de Francesco Sforza et Bianca Maria Visconti. L'œuvre suit un modèle en bois typique du peintre d'Urbino, qui se caractérise par un tracé grandiose qui sera imité tout au long du XVIe siècle.
Les deux cloîtres, se caractérisant respectivement par l'ordre dorique et l'ordre ionique (à cette époque encore inhabituels), ont des arcs inhabituellement hauts de 7,5 mètres. Cette solution aura du succès en tant que typologie car elle s'est avérée particulièrement adaptée pour accueillir à la fois de grandes salles à double hauteur, telles que des réfectoires et des bibliothèques, et des cellules pour moines sur deux étages. Dans le corps de bâtiment entre les deux cloîtres, un grand réfectoire a été construit au XVIe siècle. En 1929, une restructuration sur vingt ans du monastère bénédictin est réalisée par Giovanni Muzio.
Dans le cloître dorique, Bramante utilise la loggia à colonnade de la première Renaissance, inspirée de l'hôpital des Innocents de Brunelleschi et des cours du palais Médicis de Florence, ainsi que du palais ducal d'Urbin qu'il connaît bien étant originaire de cette ville.

### Façade et atrium
La basilique a une façade à double pente, avec un pignon large et aplati, et est complétée de deux loggias. Les côtés de la loggia inférieure, qui se compose de trois arcades de taille égale, rejoignent l'atrium qui a des arcades légèrement plus hautes. La loggia supérieure a, à la place, des arcs qui suivent le profil en pente du bord supérieur de la façade. Ces arcs ont de doubles archivoltes, les corniches étant soutenues par des bandes lombardes semblables à celles de la façade tandis que de minces lésènes délimitent les surfaces supérieures, les divisant régulièrement.
La basilique Saint-Ambroise est construite bien au-dessous du niveau actuel de la rue et semble cachée derrière l’atrium aux chapiteaux romans à colonnades qui précède l'entrée de l'édifice et lui sert de cour d'entrée. L'atrium, appelé Atrium Ansperto en mémoire de l’archevêque Anspert qui l’a commandé, est construit au XIe siècle comme abri pour les catéchumènes, remplaçant un atrium plus ancien du IXe siècle. Il est placé autour d’une galerie et dominé par cinq arcades sur la façade triangulaire de l’église. Dès les premières années du XIe siècle, les fidèles sont désormais baptisés dès leur naissance ; cet espace perd sa fonction d'origine et devient un lieu où les citoyens se réunissent pour discuter et participer à des assemblées religieuses ou civiles. De la loggia supérieure de la façade, l'évêque de Milan donne sa bénédiction aux citoyens, tandis que les officiers publics peuvent parler à la foule.
Les portiques autour de l’atrium ont, en majorité, été reconstruits après la Seconde Guerre mondiale. Le portique du narthex est décoré par des motifs zoomorphes et est surmonté d'une loggia à cinq arches.
Le grand portail est formé de fragments remontant à une période comprise entre les IXe et XIIe siècles. La porte en bois conserve quelques éléments d’origine et deux vantaux de bronze du IXe siècle. Elle est sculptée avec deux têtes de lions pour poignées.
Les chapiteaux de l’atrium, témoignages de l’art sculptural roman milanais des XIe et XIIe siècles, représentent essentiellement des animaux domestiques et des créatures fantastiques et monstrueuses.

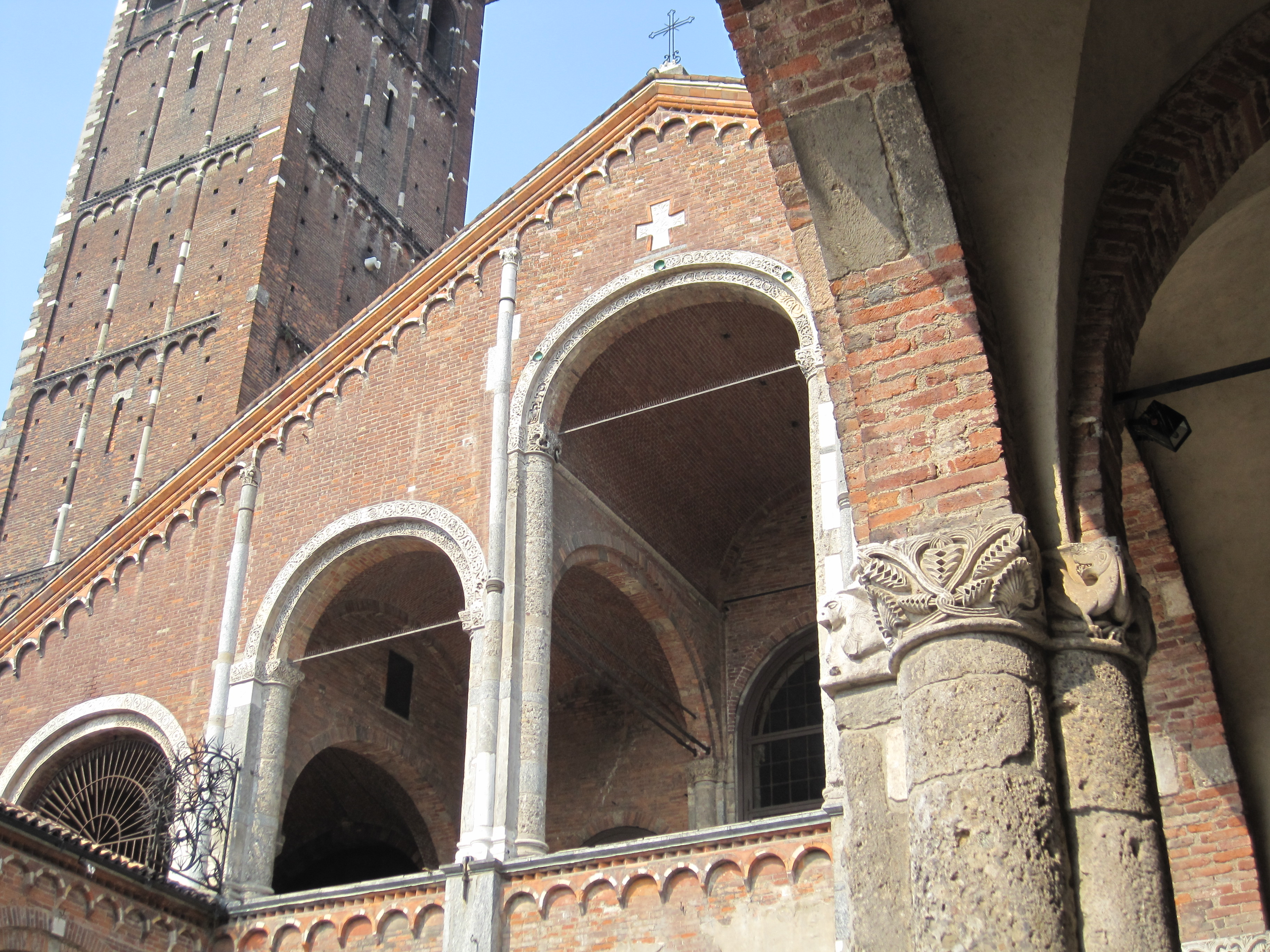
Partie supérieure de la façade.
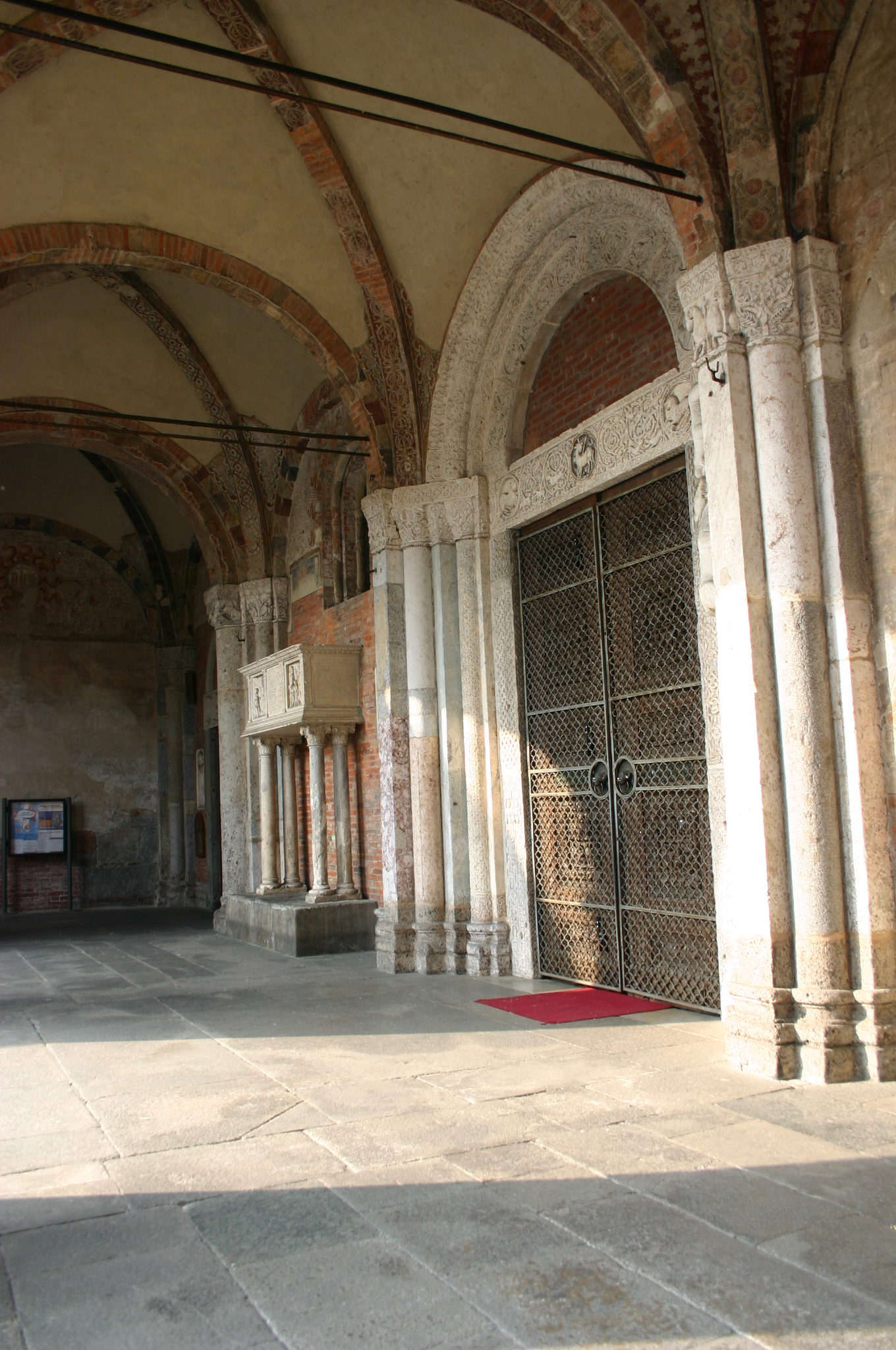
Intérieur du narthex.
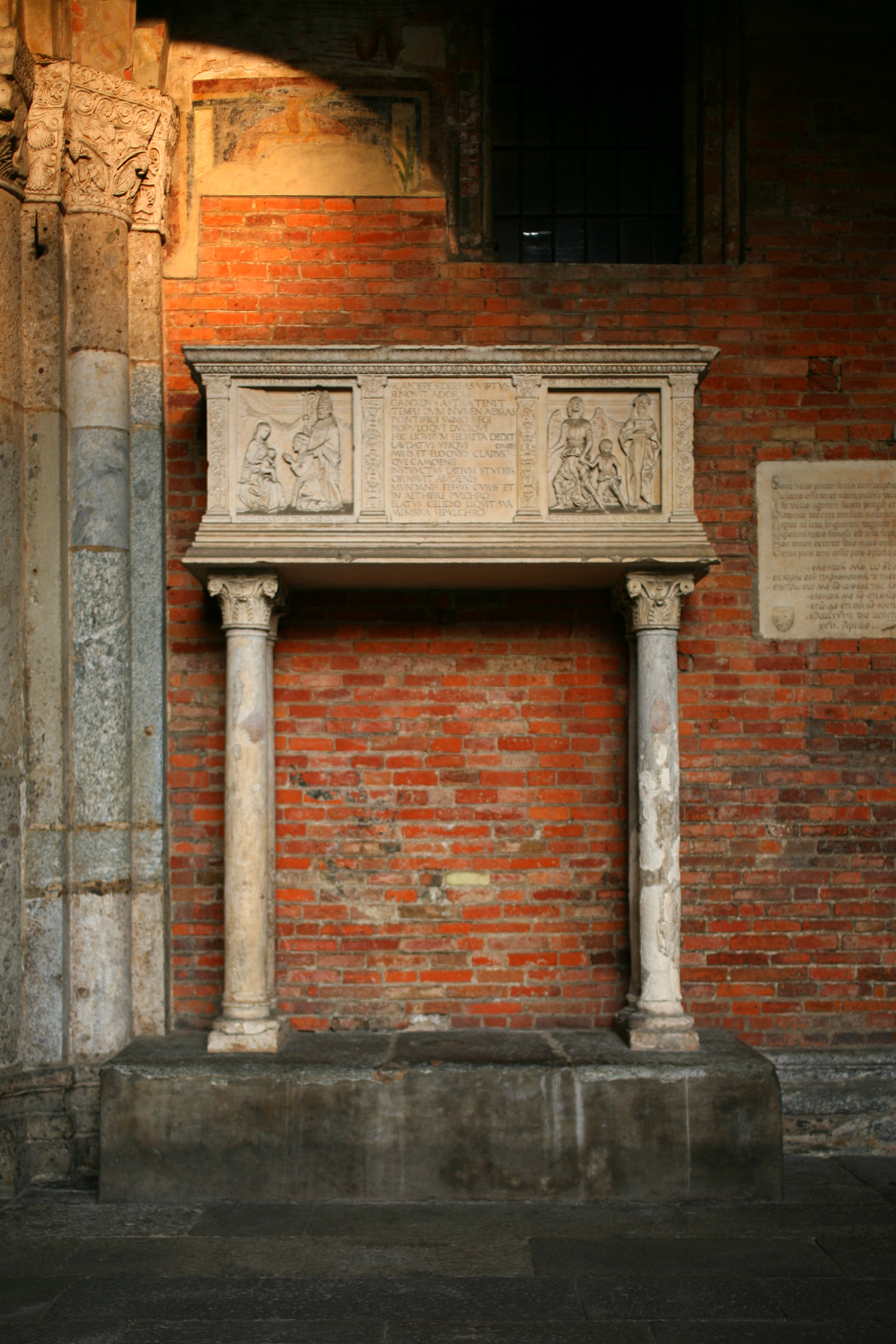
Le sarcophage de Pier Candido Decembrio.
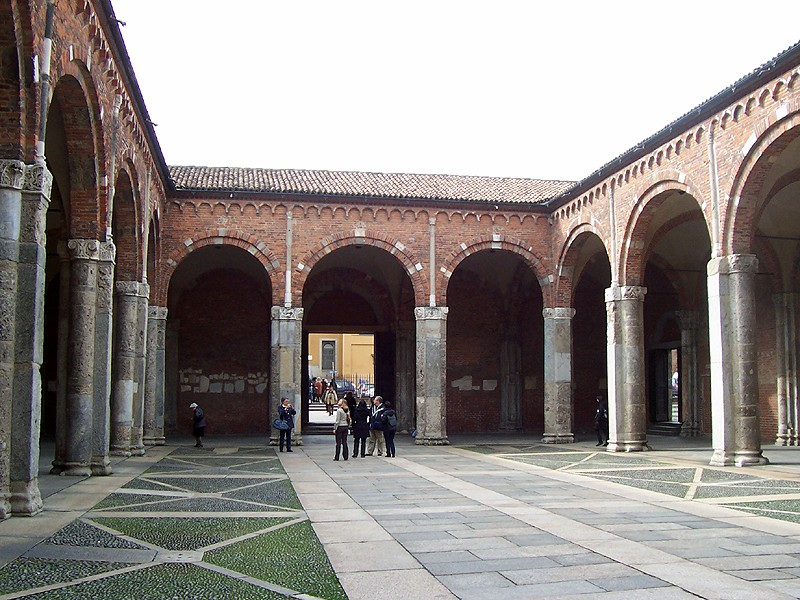
Atrium vers l'entrée.
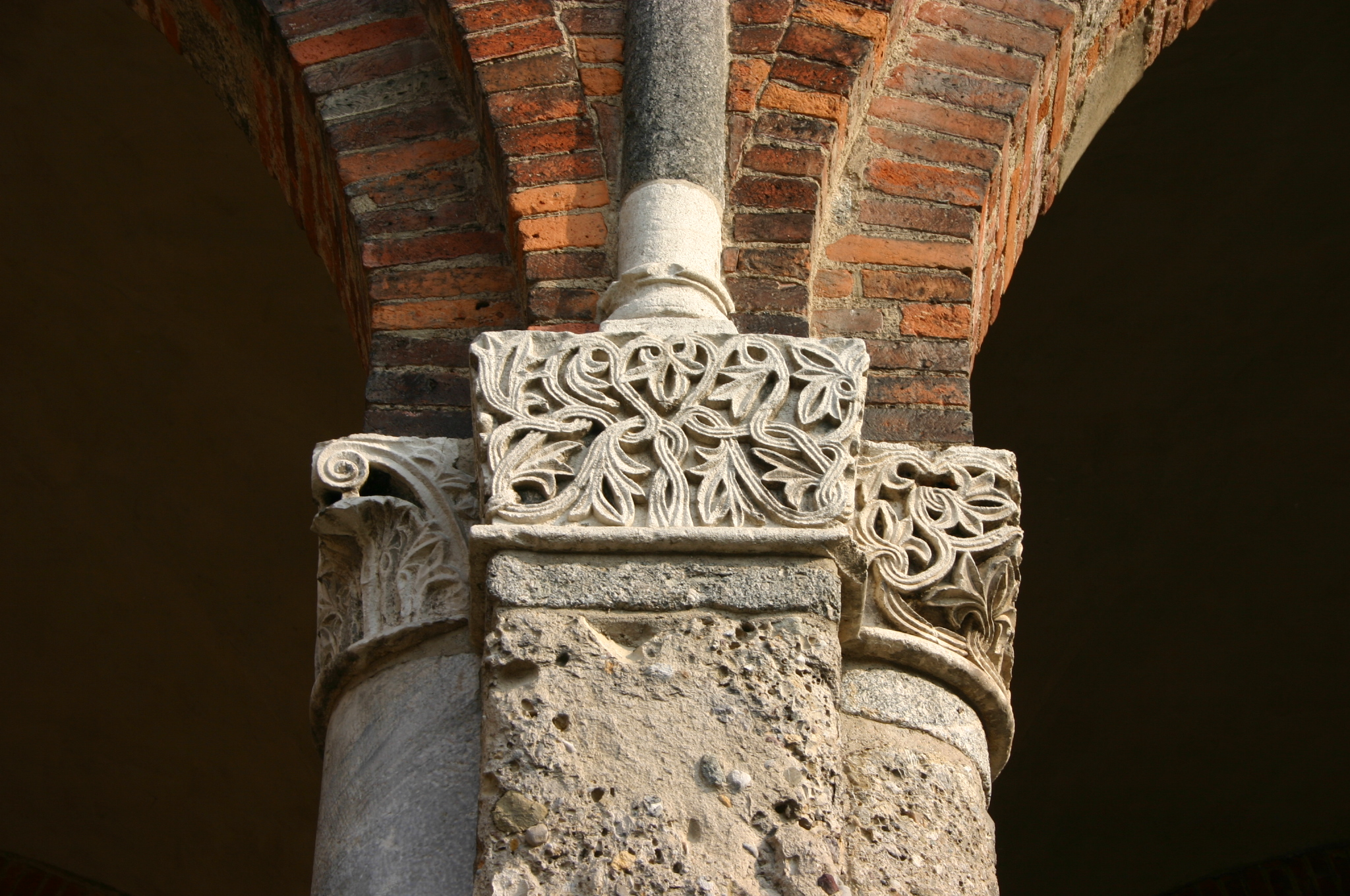
Chapiteau aux motifs végétaux.
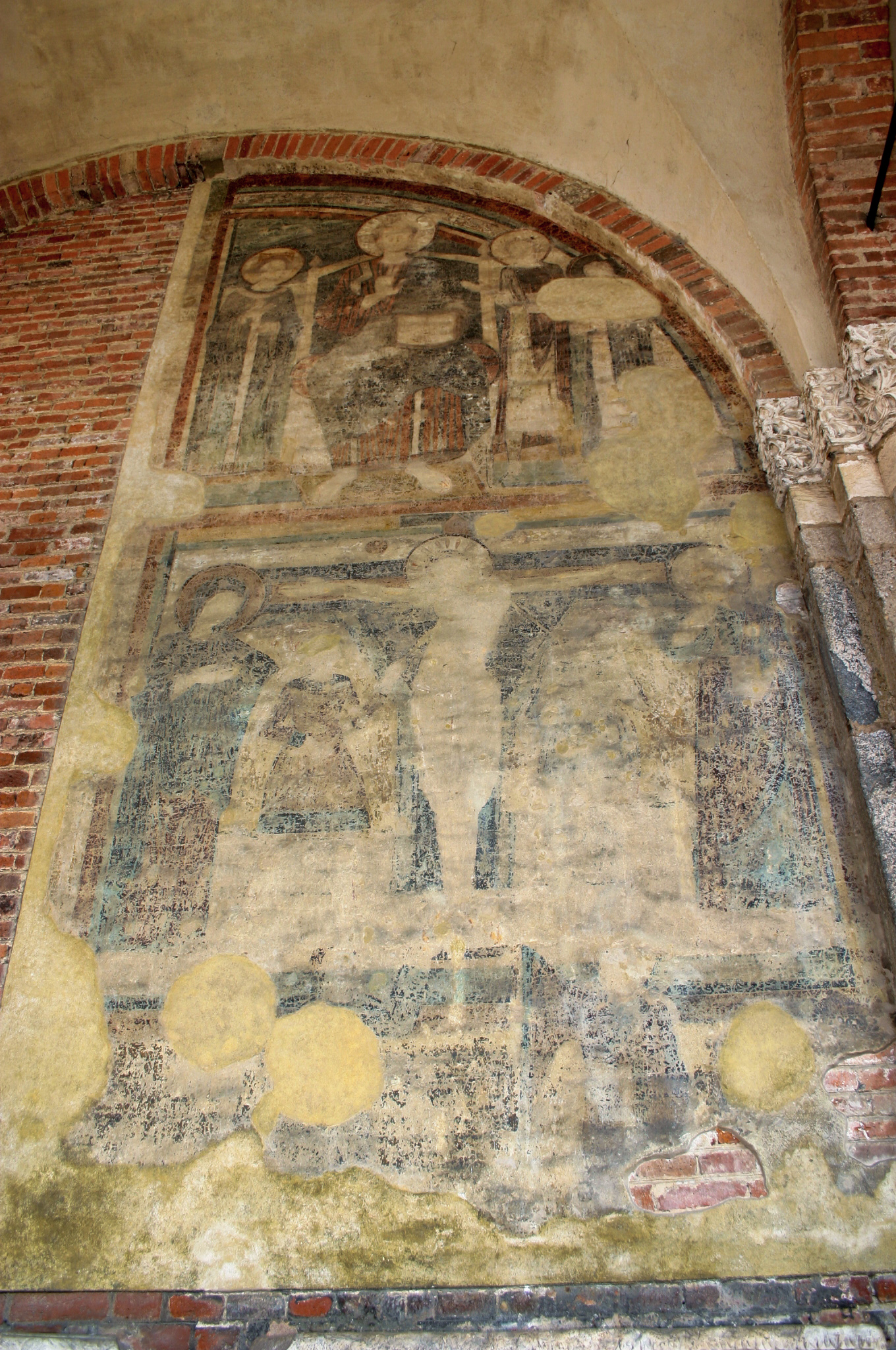
Vestiges de fresques dans l'atrium.

### Campaniles

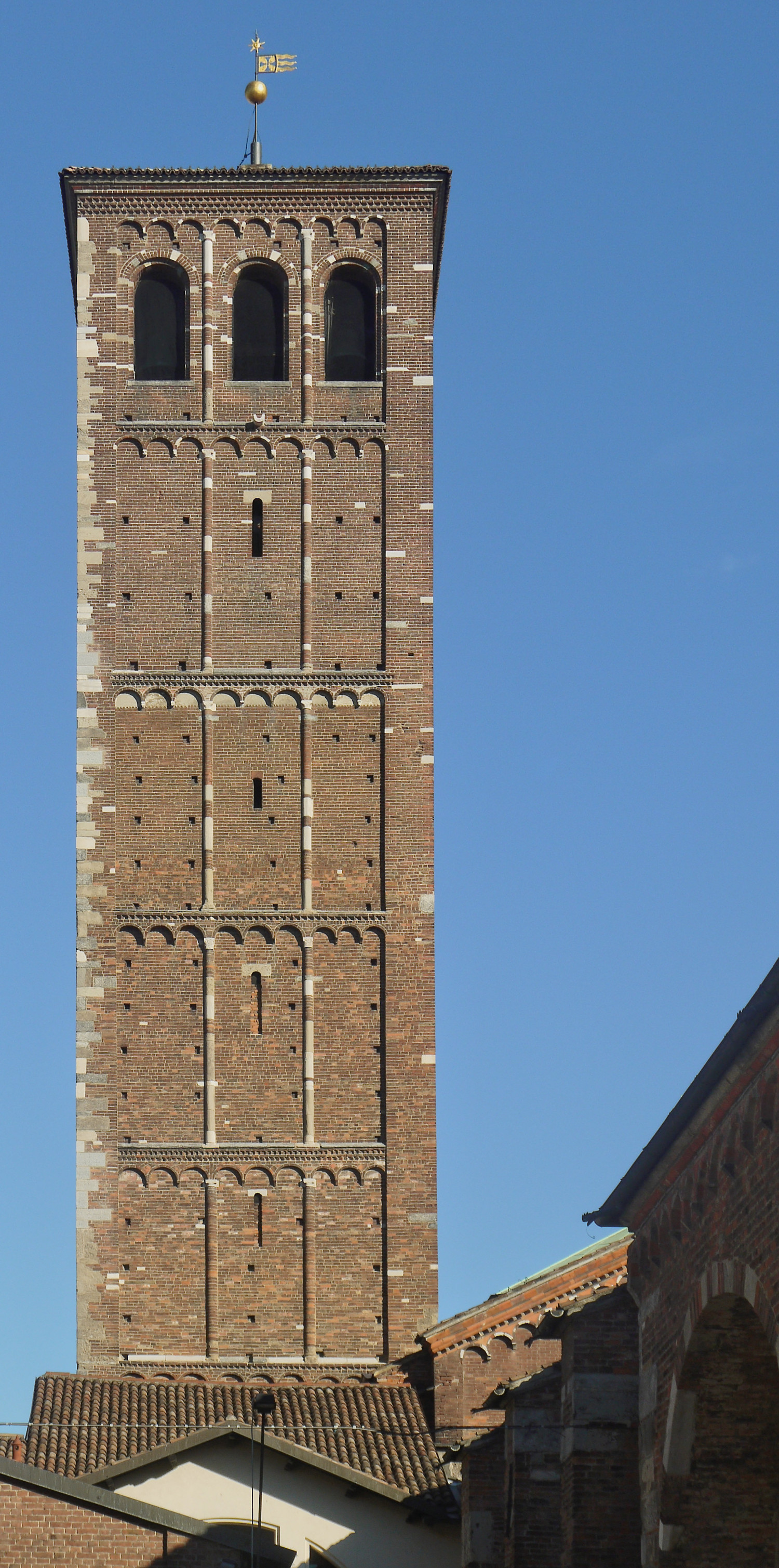
Clocher des chanoines.

Les deux tours sont bien visibles depuis l'atrium. La plus haute, à gauche, est connue comme le Campanile dei Canonici (« Campanile des chanoines ») et est construite au XIe siècle. La plus petite tour, à droite, est le Campanile dei Monaci (« Campanile  des moines »), construite plus tôt par les bénédictins au IXe siècle. Celle de gauche se caractérise par la présence de bandes lombardes et de lésènes ; la loggia supérieure à trois ouvertures est un ajout de la fin du XIXe siècle.
Des documents témoignant de la construction subsistent pour le seul campanile des chanoines, , ou plus précisément, un témoignage écrit de 1144 qui mentionne 1128 comme l'année de son achèvement. Il a probablement été conçu par l'architecte de la basilique, car il incorpore verticalement les mêmes concepts que ceux du portique. Les deux derniers étages n'ont été ajoutés qu'en 1891.
Toujours selon le même document, le campanile des chanoines a été offert par l'archevêque de Milan Anselmo V Pusterla. À l'origine, avant l'achèvement de 1891, le campanile n'avait qu'une seule cloche, qui était à l'origine incapable de sonner car elle n'avait pas de corde. La cloche a été opérationnelle entre 1185 et 1187 lorsque le clocher a été légèrement relevé et équipé de la corde pour le faire sonner. En 1891, avec l'ajout des deux derniers étages, le campanile est équipé d'un beffroi à cinq cloches.

### Portail
Le portail de l'entrée principale de la basilique, qui se caractérise par un décor en relief qui a pour signification métaphorique le choc entre le Bien et le Mal, résolu par l'Église grâce à son travail de rédemption et de salut, est remarquable d'un point de vue artistique. Les sujets représentés sur le portail sont des phytomorphes aux influences classiques : un chevauchement de rinceaux agrémentés de représentations héraldiques et zoomorphes.

### Intérieur

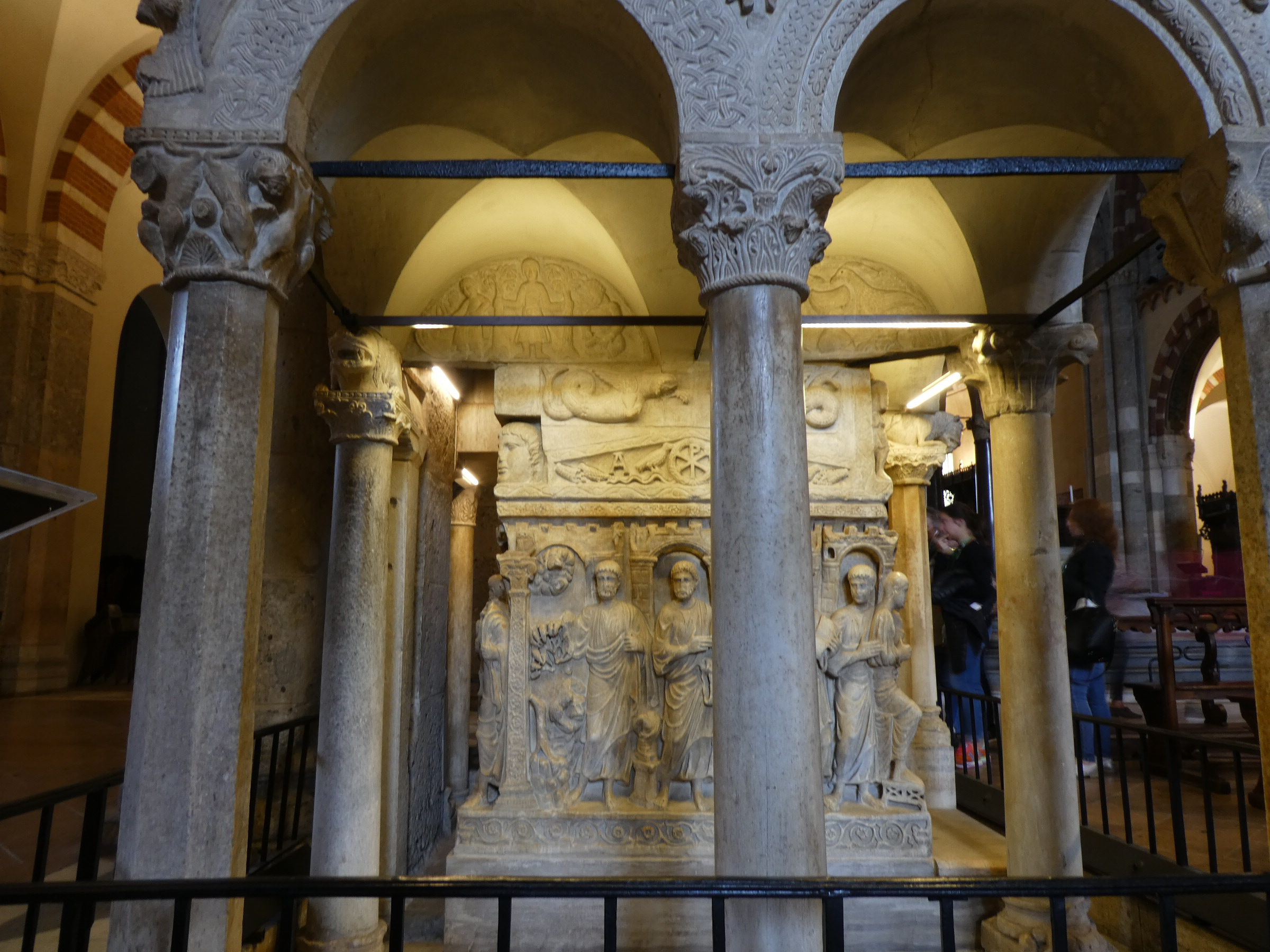
Basilique Saint-Ambroise de Milan: ambon

L’intérieur de la basilique se compose de trois nefs et trois absides, éclairées par la lumière du soleil, où se trouvent plusieurs chapelles. Le chœur est profond et surmonté d’une coupole. Un ambon du XIIe siècle est décoré par des sculptures rares en cuivre doré remontant au XIIe siècle. Les chapelles les plus importantes sont : la chapelle de San Vittore in Ciel d’Oro, la chapelle du Sacré Cœur, la chapelle des saints Bartolomeo et Satiro, la chapelle de la déposition et la chapelle de saint George.

#### Chœur

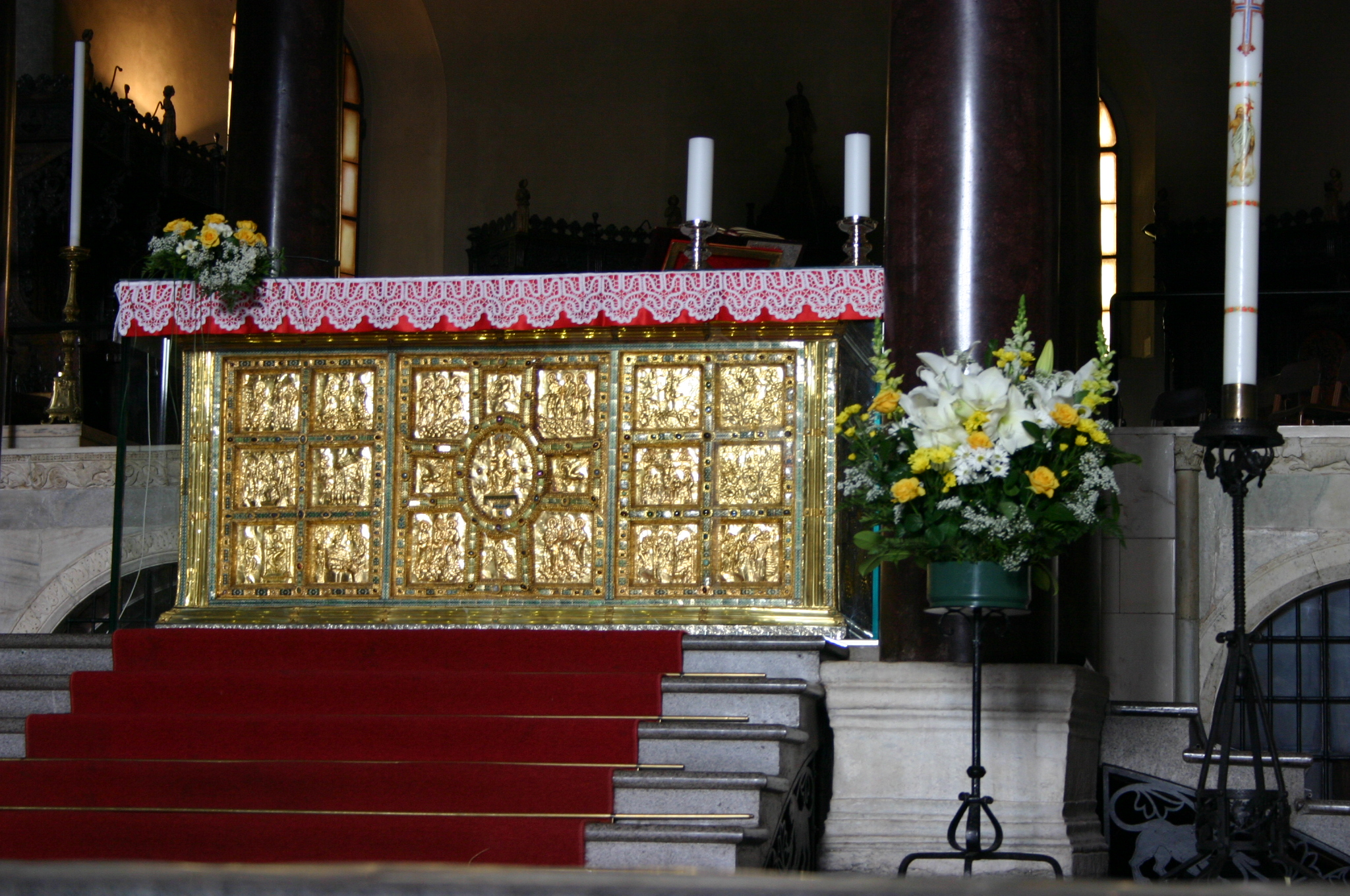
Autel de Sant'Ambrogio.

Le chœur, construit entre 1469 et 1471 par Lorenzo da Origgio, Giacomo da Torre et Giacomo del Manico, et composé à l’origine par 26 assises à baldaquin dont une réservée pour l’abbé, 8 assises sans baldaquin et 24 assises mineures, est détruit gravement pendant la Seconde Guerre mondiale.
En correspondance avec la lanterne, dans la dernière travée de la nef centrale, l'autel de Sant'Ambrogio est situé en son centre, construit entre 824 et 859 par Vuolvino et commandé par l'archevêque milanais Angilberto II. Son précieux antependim doré en relief avec des pierres serties sur les quatre côtés est une œuvre caractéristique et remarquable de l'orfèvrerie carolingienne. Angilberto II y est représenté, se faisant passer pour un donateur, alors qu'il est couronné évêque de Milan par saint Ambroise. À l'origine, l'autel abritait les corps des saints Ambroise, Gervais et Protais, transférés plus tard dans la crypte. La partie la plus richement décorée de l'autel est celle de devant, aux influences carolingiennes. Chef-d’œuvre de l’art carolingien et de la Renaissance lombarde, il est entouré de quatre colonnes de porphyre rouge d’origine antique, elles-mêmes surmontées de stucs du IXe siècle, le tout formant un ciborium à baldaquin. Des épisodes de la vie d’Ambroise sont figurés à l’extrémité du chœur : saint Ambroise, en présence de Gervais et Protais, reçoit l’hommage de deux moines (face arrière), Le Christ donne le mandat à Pierre et Paul (face avant), Saint Benoît honoré par deux moines (côté gauche) et Sainte Scholastique honorée par deux religieuses (côté droit).
Au fond de l’abside centrale, une mosaïque date des VIe et VIIIe siècles, largement remaniée aux XVIIIe – XIXe siècles, et partiellement reconstruite après le bombardement de Milan, qui a eu lieu pendant la Seconde Guerre mondiale, en réutilisant les restes de la mosaïque détruite par les bombes. Au centre, figure un Christ Rédempteur entre les saints Gervais et Protais en tenue militaire et, sur les côtés, deux scènes de la vie de saint Ambroise, spécifiquement celles liées à l'alliance entre les Églises milanaise et franque, à partir de laquelle un lien fort s'est constitué entre Milan et l'empire carolingien .
L'ornement de la porte d'entrée de la basilique paléochrétienne est conservée au musée diocésain de Milan, composé de quatre panneaux représentant l'Histoire de David, épisodes choisis par saint Ambroise.
À l'intérieur de la basilique, datant également de la période paléochrétienne, se trouve le Sarcophage de Stilicon, décoré à l'extérieur d'épisodes de la vie de Jésus avec des références allégoriques à la vie de foi.

Une partie des décorations du chœur à intarsia de marbre de la basilique paléochrétienne est conservée dans l'antiquarium du Trésor de la basilique, ainsi qu'une partie de la balustrade en marbre qui entourait autrefois l'autel de la basilique paléochrétienne et qui était décorée d'un motif géométrique « en échelle » avec le symbole chrétien de l'Alpha et de l'Oméga.

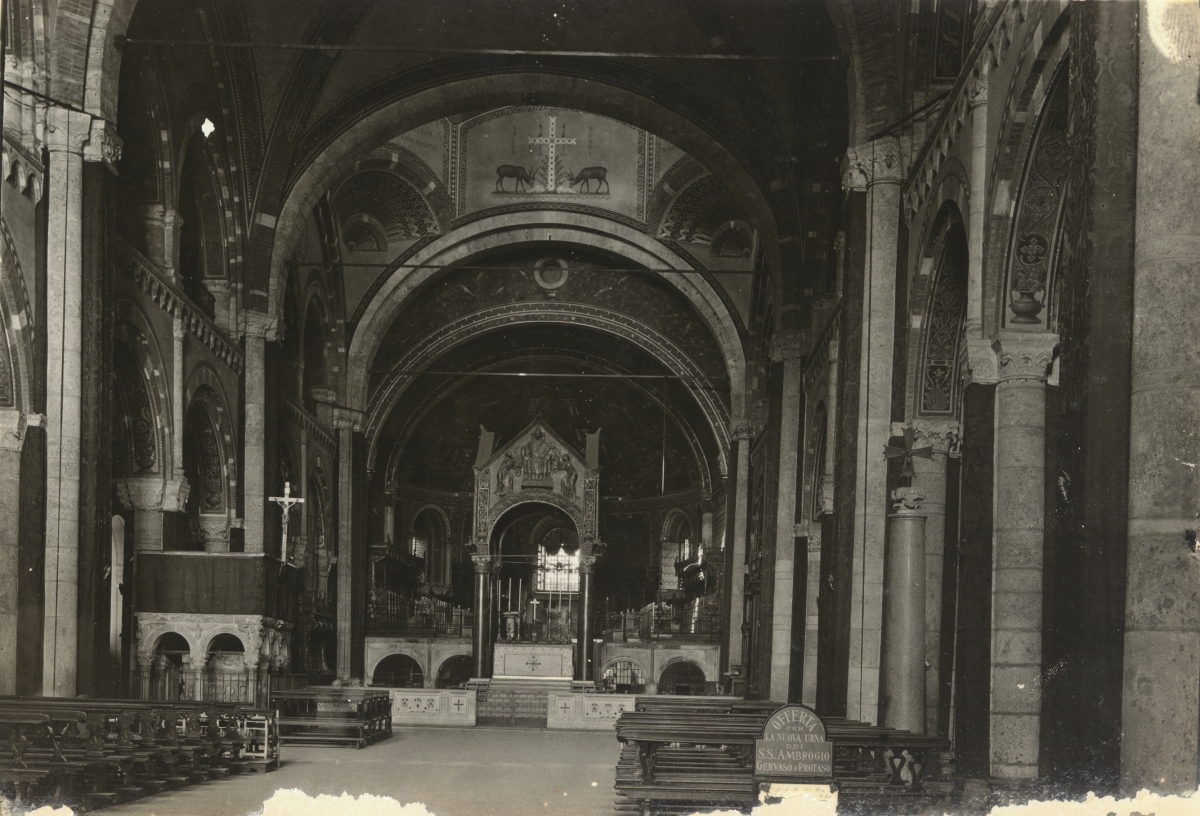
Intérieur avant 1923.
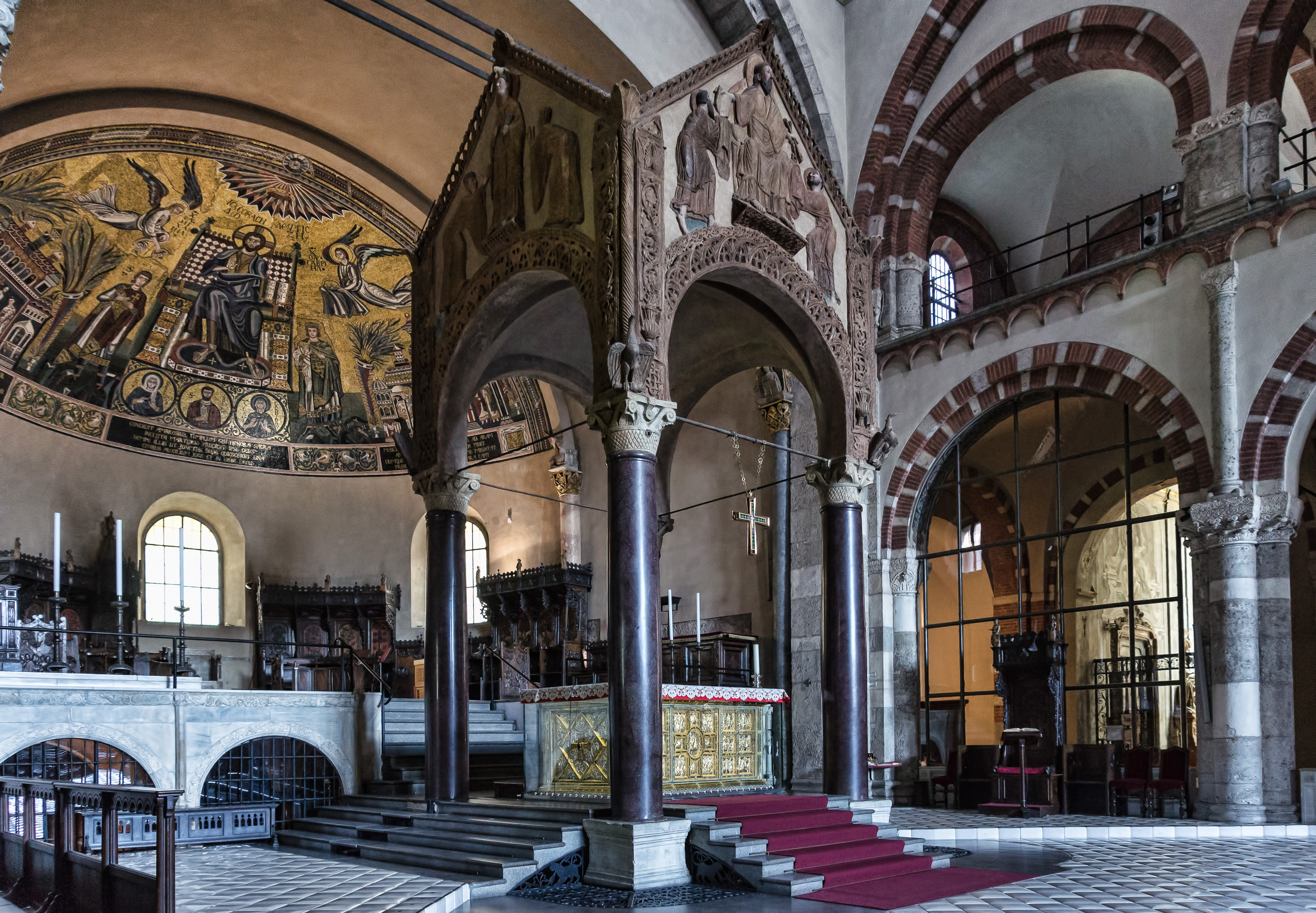
Ciborium et abside.
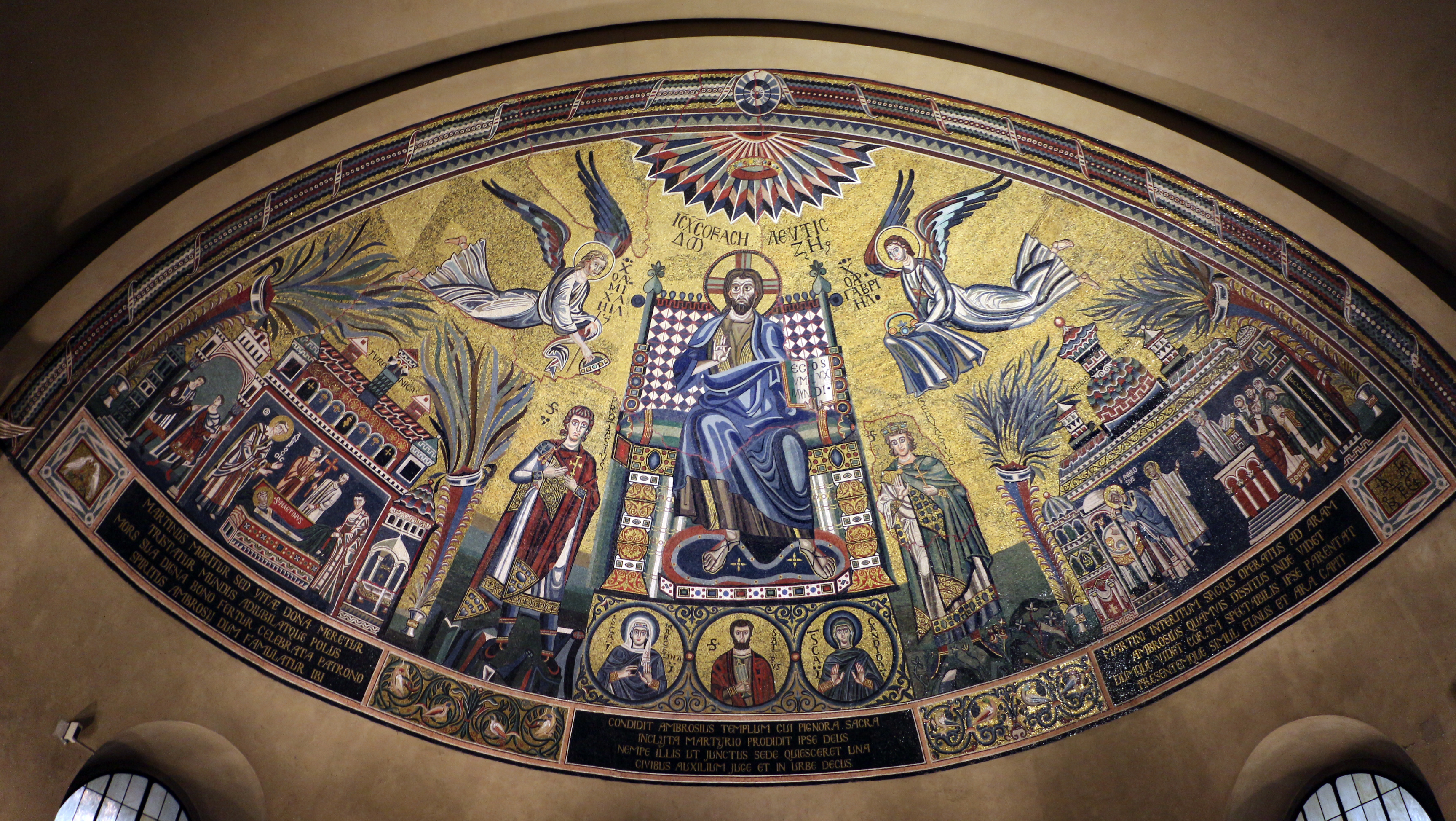
Mosaïque de l'abside.
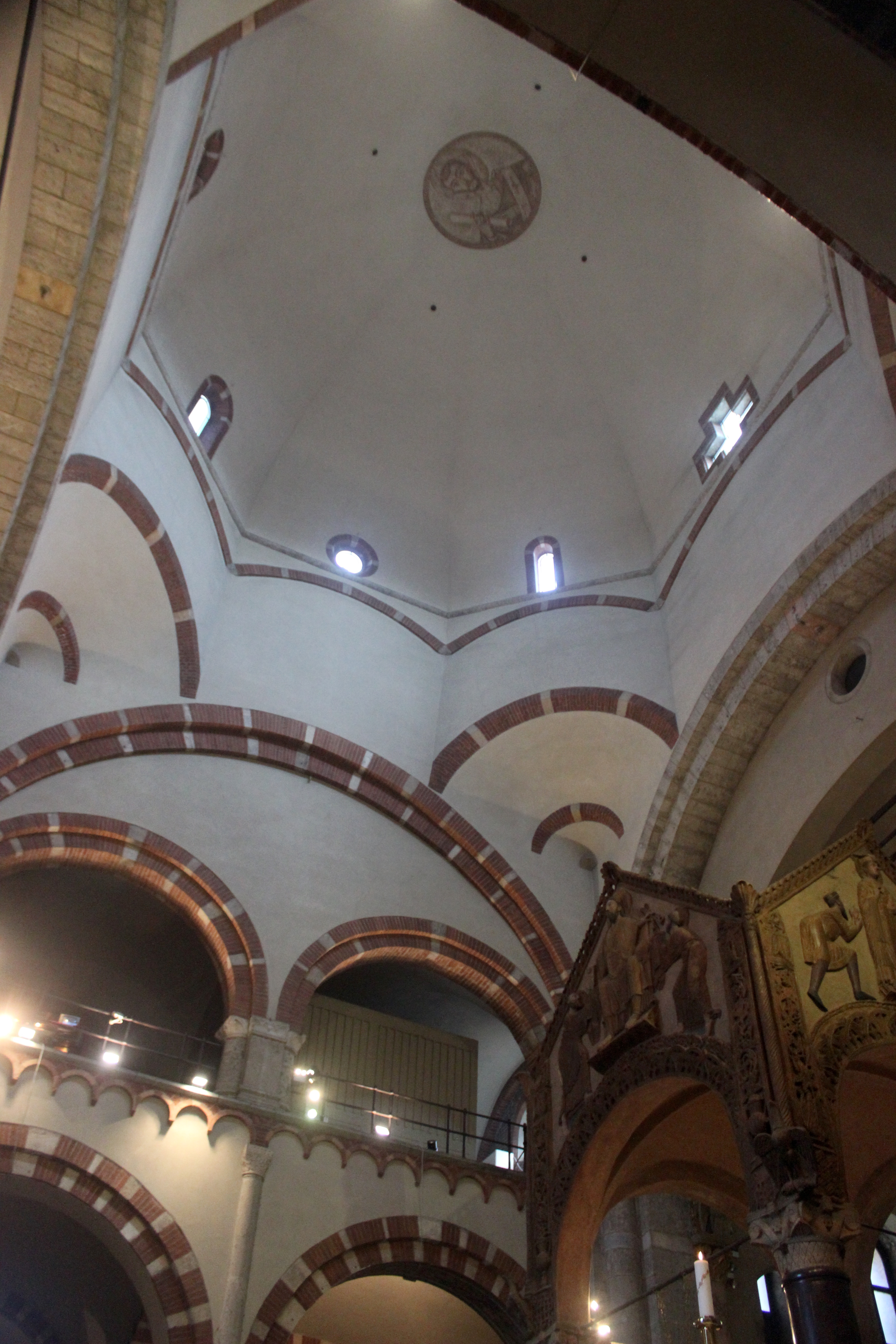
Intérieur de la lanterne.
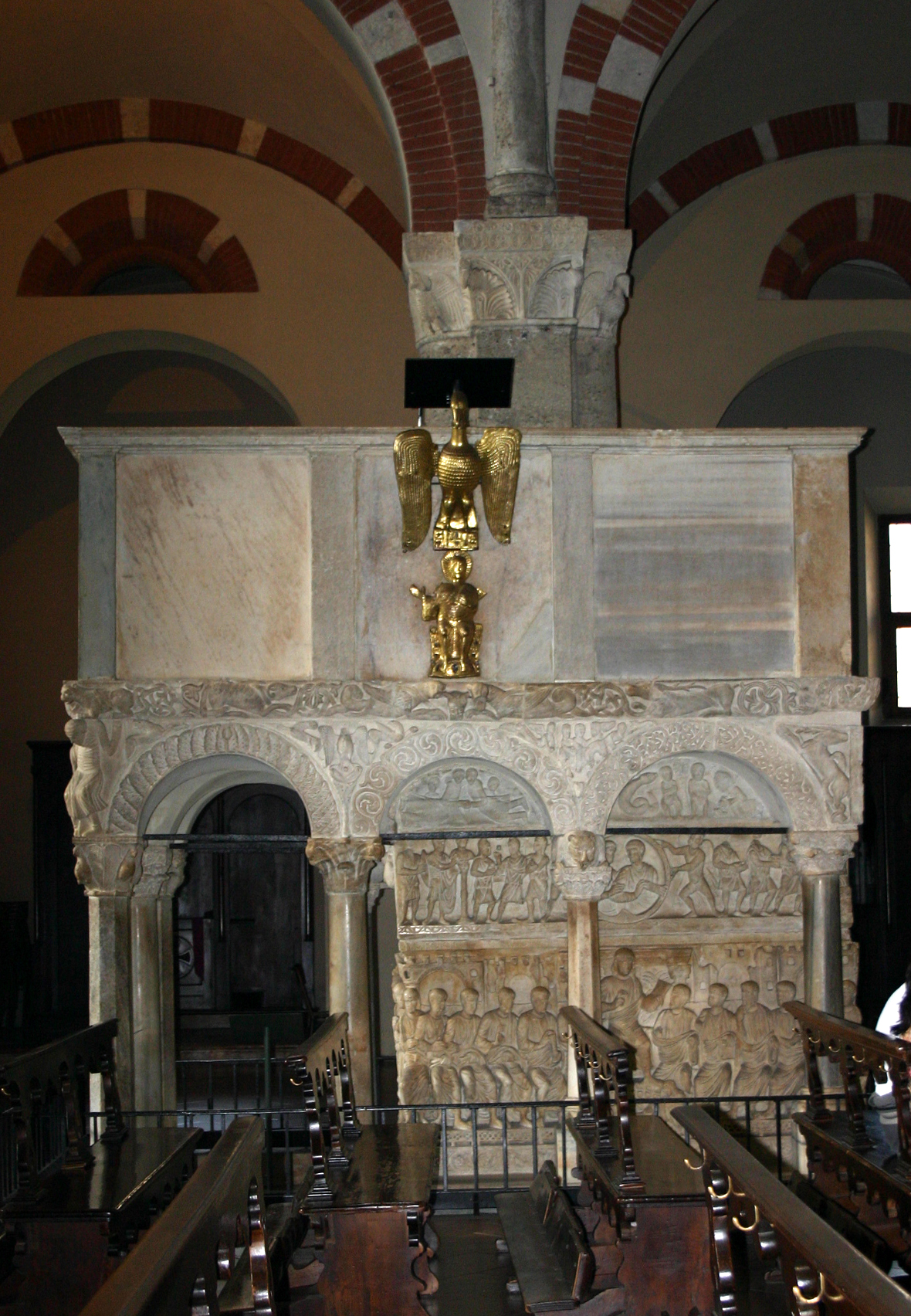
Chaire.
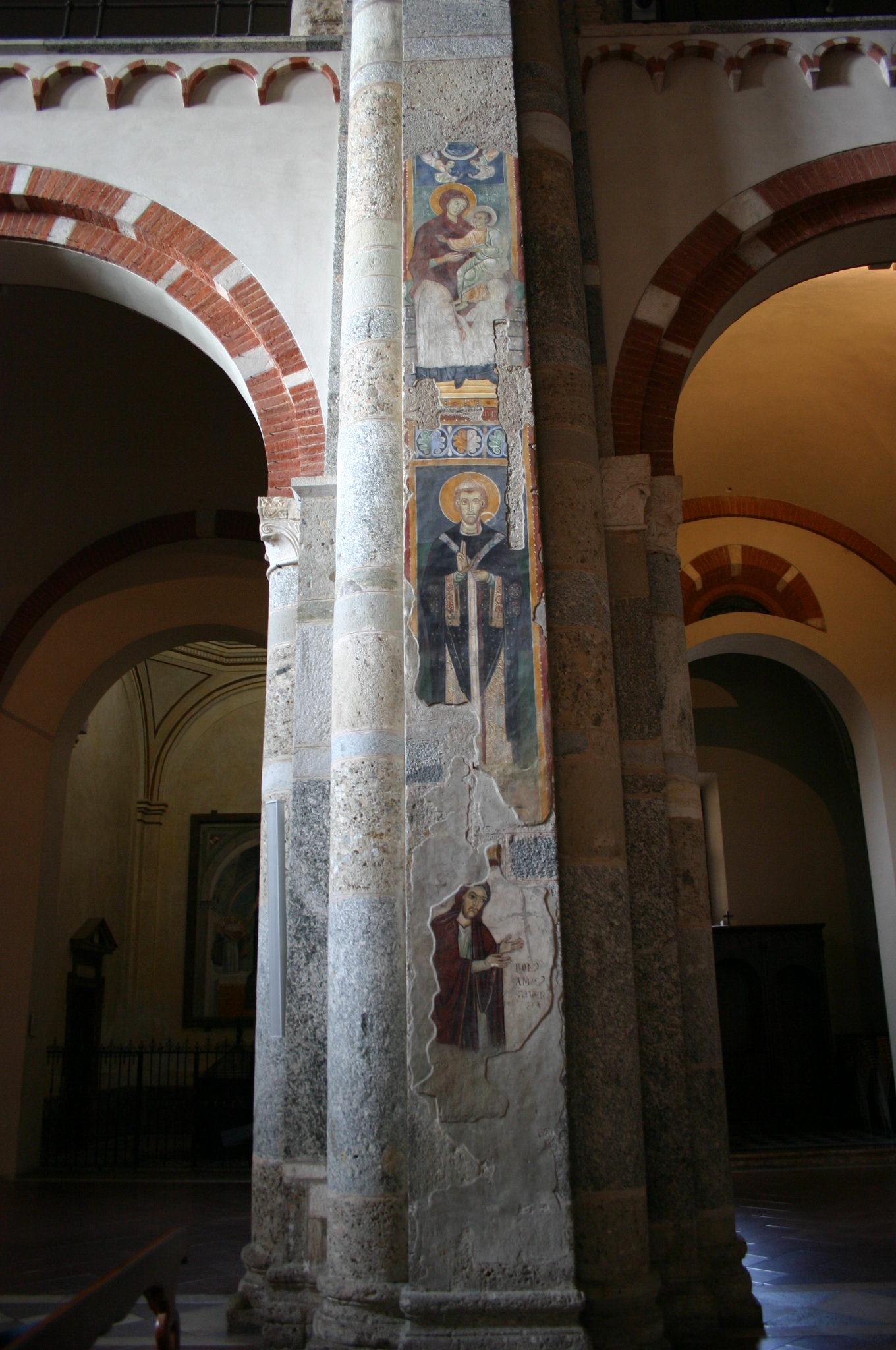
Fresques sur un pilier de la nef centrale.

#### Crypte

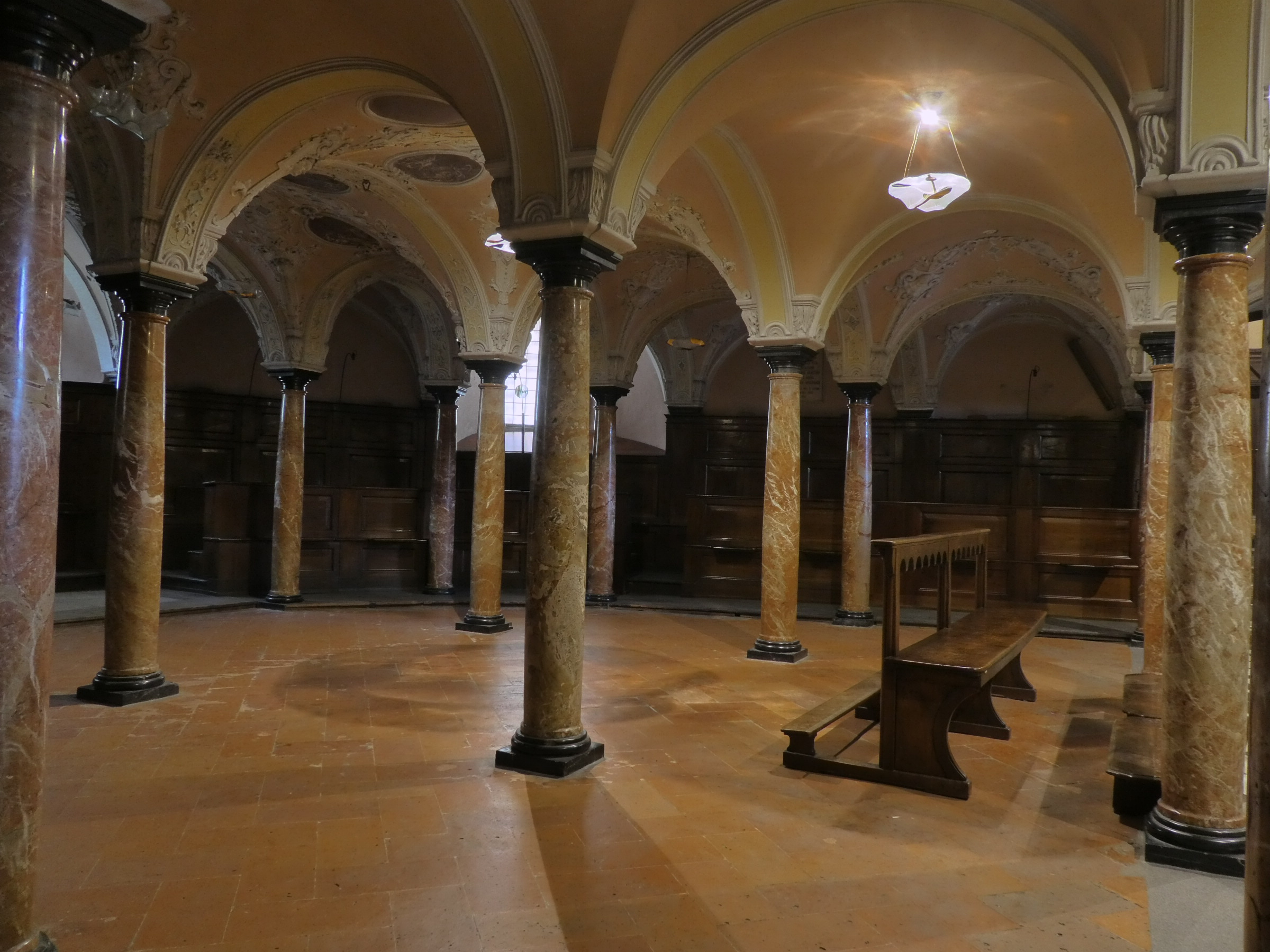
Basilique Saint-Ambroise de Milan : crypte.

La crypte, construite pendant la deuxième moitié du Xe siècle, conserve les dépouilles des trois saints Ambroise, Gervais et Protais dans une chasse en argent et cristal du XIXe siècle. L’urne en argent (réalisée par Giovanni Lomazzi) avec les dépouilles sacrées d’Ambroise se trouve exactement en dessous de l’autel en or. Le corps d’Ambroise, au milieu, est habillé avec des vêtements pontificaux ; à son côté, les deux martyrs, Gervais et Protais, ont des couronnes en or avec des branches de palmier, symbole du martyre. Ambroise lui-même décide en 386 de récupérer les dépouilles des deux martyrs et de les déposer au-dessus de l'autel ; à sa mort en 397, l’évêque y est enterré.

## Légendes et traditions

### «Colonne du diable»

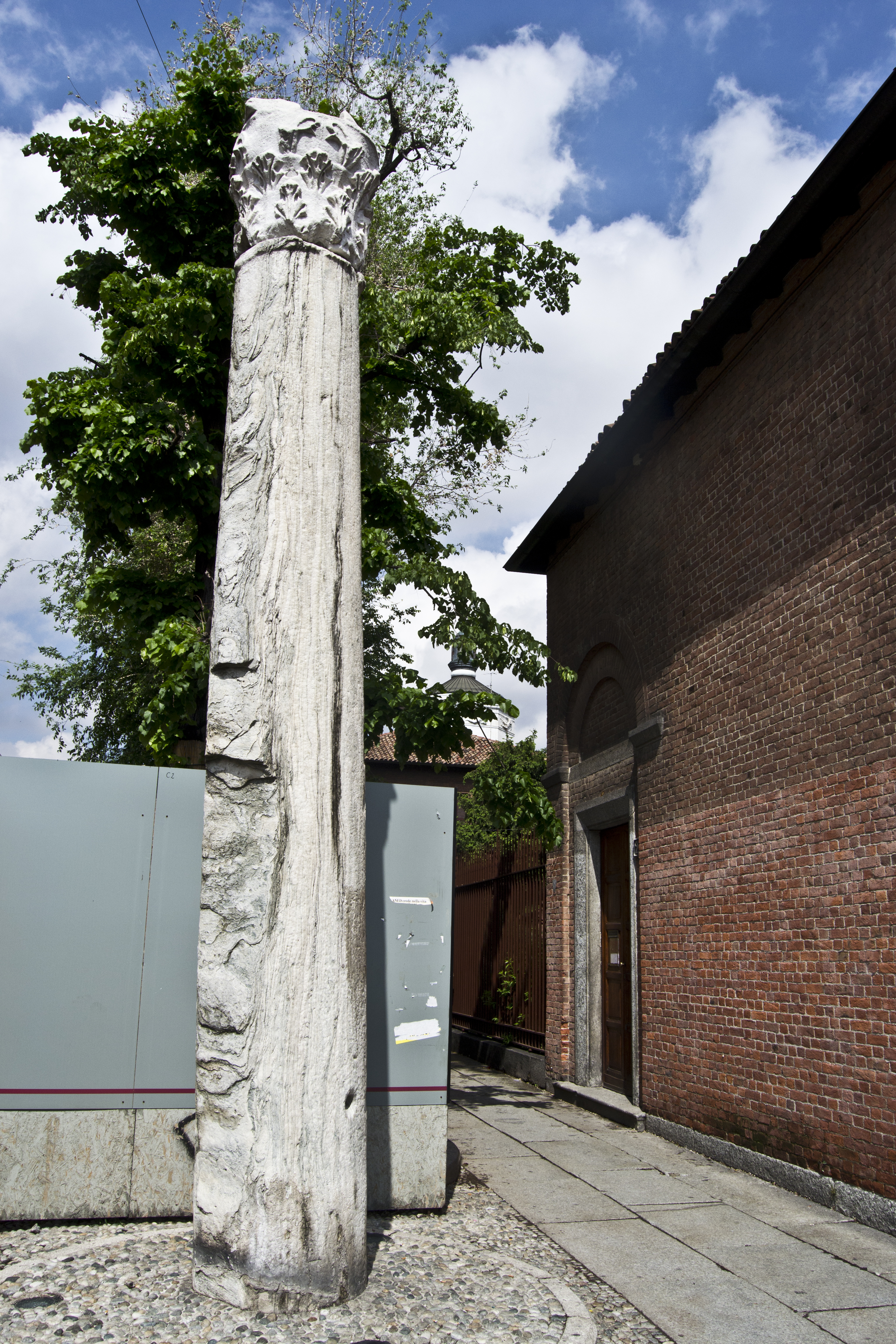
Colonne du diable.

Sur la place Saint-Ambroise, sur le côté gauche de la basilique, à l'extérieur de l'enceinte, une colonne, appelée « colonne du diable » ou « colonne impériale », colonne romaine à deux trous, fait l'objet d'une légende selon laquelle elle a été témoin d'une lutte entre saint Ambroise et le diable. Le malin, en tentant de transpercer saint Ambroise, l’a manqué et a troué la colonne de marbre en deux endroits correspondant à ses deux cornes. Le diable se serait ensuite transformé en soufre. La tradition populaire veut que les trous sentent le soufre et qu'en appuyant l'oreille contre la pierre, on entend les sons de l'enfer.
En réalité, cette colonne a été utilisée pour le couronnement des empereurs germaniques : selon Galvano Fiamma, ceux-ci juraient sur le missel, recevaient la couronne de fer et ensuite embrassaient cette colonne.
Selon les érudits, la colonne appartenait au palais impérial romain de Milan, construit par Maximien à la fin du IIIe siècle qui a progressivement été démoli et dépouillé de son mobilier entre la fin de la domination lombarde et la première moitié du Xe siècle.

### Serpent de Moïse

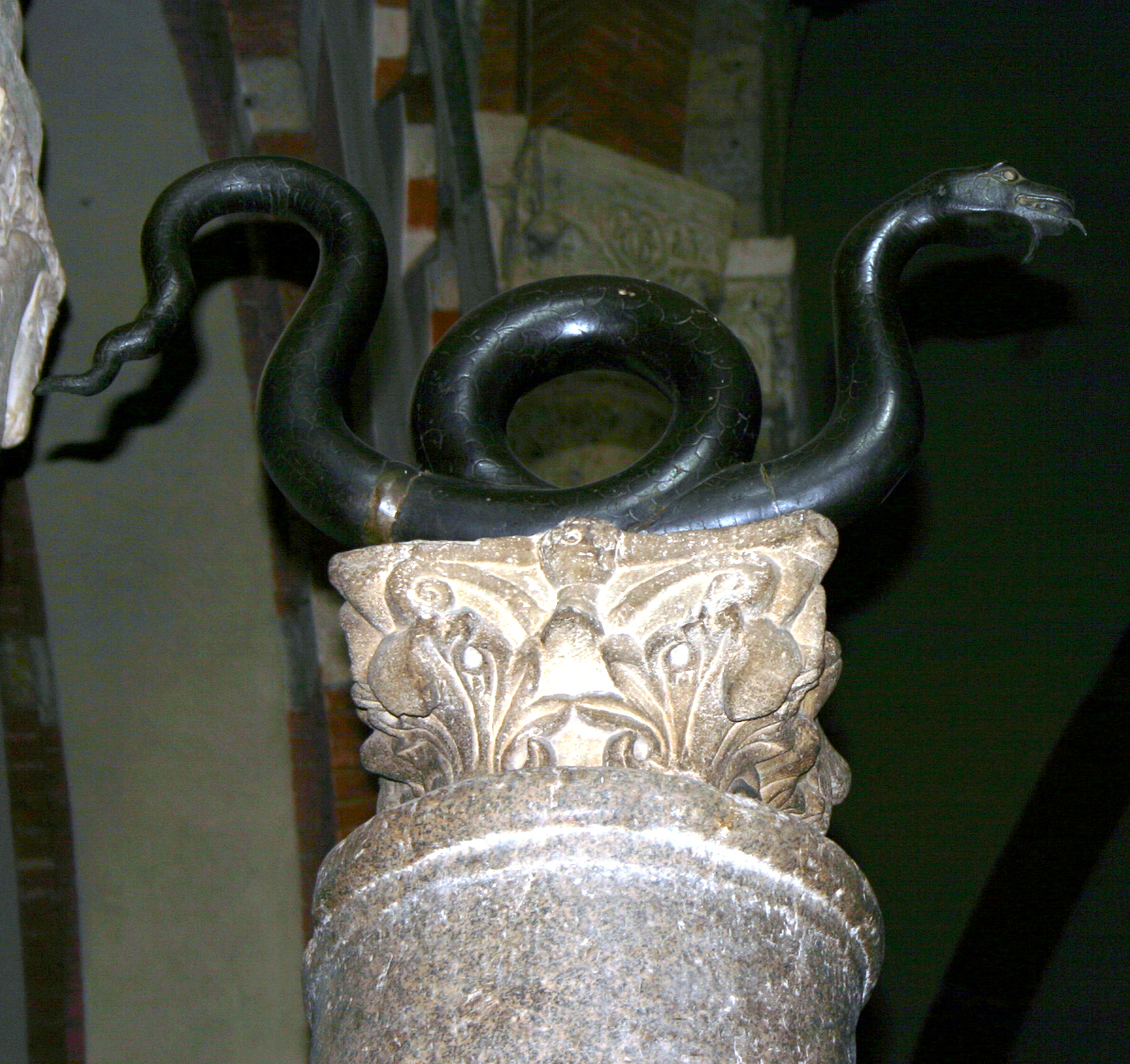
Serpent de Moïse.

Sur une colonne de granit romaine, à l'intérieur de la basilique, repose le Serpent de Moïse qui a échappé à la colère iconoclaste du roi Ézéchias. Il s'agit d'une sculpture en bronze (dans le passé considérée comme l'original de Moïse) donnée par l'empereur byzantin Basile II en 1007. Des prières sont adressées au serpent pour chasser certains types de maux et on dit que la fin du monde sera annoncée par sa descente de cette colonne sur laquelle il est niché.

### Fiera degli Oh Bej! Oh bej!
En face de l’église, depuis 1866, chaque année le 7 décembre (le jour de la fête de saint Ambroise) se déroule le marché aux puces (appelé en italien Fiera degli Oh Bej ! Oh bej ! en raison des cris de vendeurs), marché milanais typique de la période de Noël . À l'origine, Oh bej! Oh bej! avait lieu sur la Piazza Mercanti ; en 1886, l'événement est déplacé sur la Piazza Sant'Ambrogio à côté de la basilique, où il est resté pendant 120 ans jusqu'en 2006, quand il est transféré le long du Foro Buonaparte, dans la zone proche du château des Sforza. Oh bej! Oh bej! est l'une des plus anciennes traditions milanaises, puisqu'elle remonte à 1510. Elle a généralement lieu du 7 décembre jusqu'au dimanche suivant.

## Abbés de Sant'Ambrogio
Les abbés de la basilique Saint-Ambroise ont la prérogative d'être des abbés portant la mitre et d'être encore honorés aujourd'hui par le secrétariat du pape à la suite d'une ancienne licence jamais révoquée, du titre de « comtes de Limonta et des Tre Valli » qui leur revient ab antiquo, ainsi que le traitement d'« Excellence ».
À la demande de l'archevêque milanais Luigi Nazari di Calabiana, le pape Pie IX, le 23 avril 1874, par le bref apostolique « Beatissimus Ambrosius », garantit à la basilique Saint-Ambroise de Milan la restitution du titre de basilique romaine mineure et  accorde au prévôt du lieu l'usage des robes pontificales, y compris la mitre, mais sans l'utilisation de la crosse. Le pape Pie X, le 3 juin 1904, avec le court « Ecclesiasticos viros », accorde aux prévôts de la basilique le titre d'« abbé à mitre » ainsi que l'utilisation de robes pontificales, la croix pectorale, l'anneau de l'évêque avec un seul gemme et pastorale, prérogatives encore en usage aujourd'hui.

## Galerie

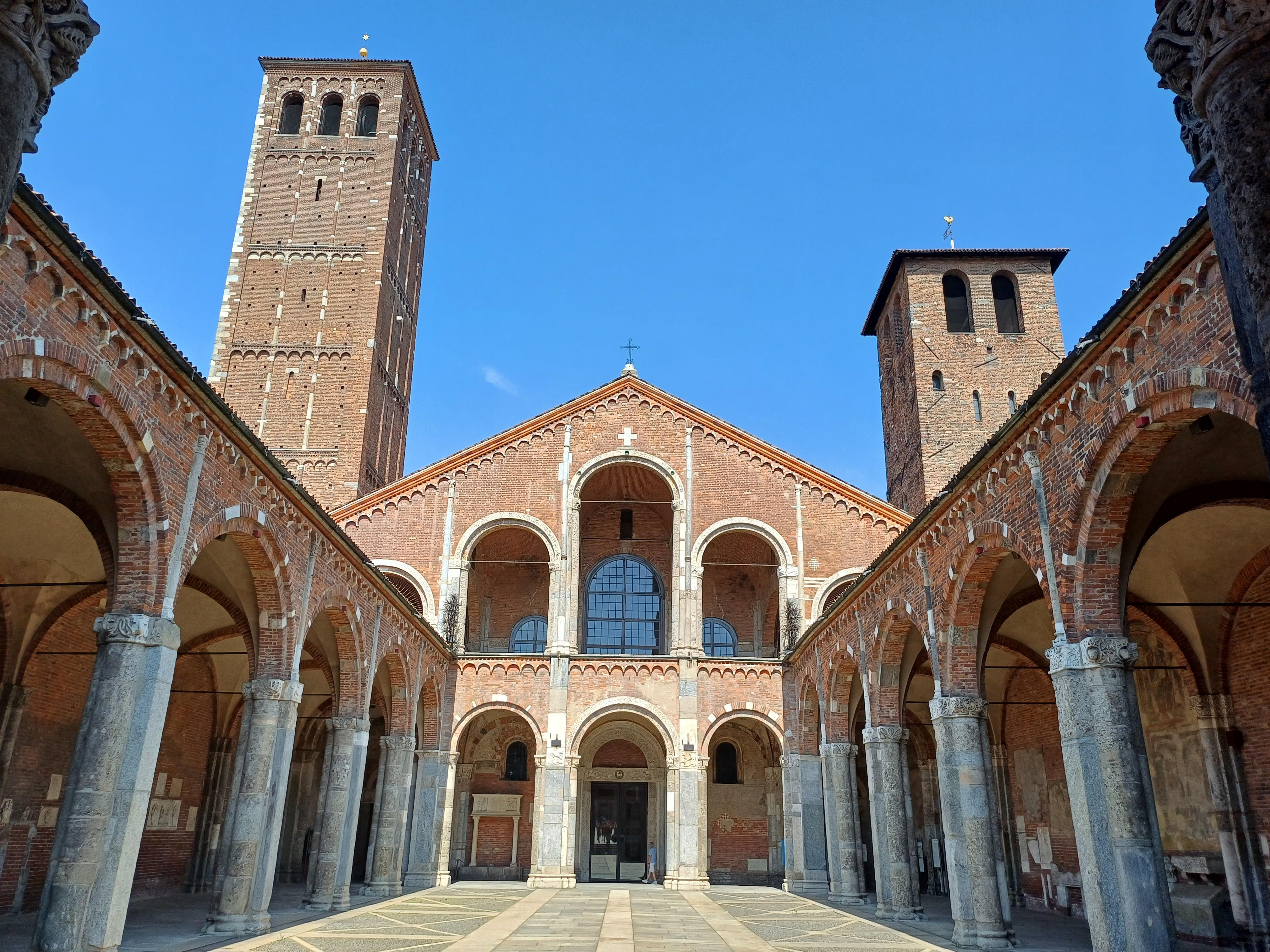
Vue de la basilique saint Ambroise.
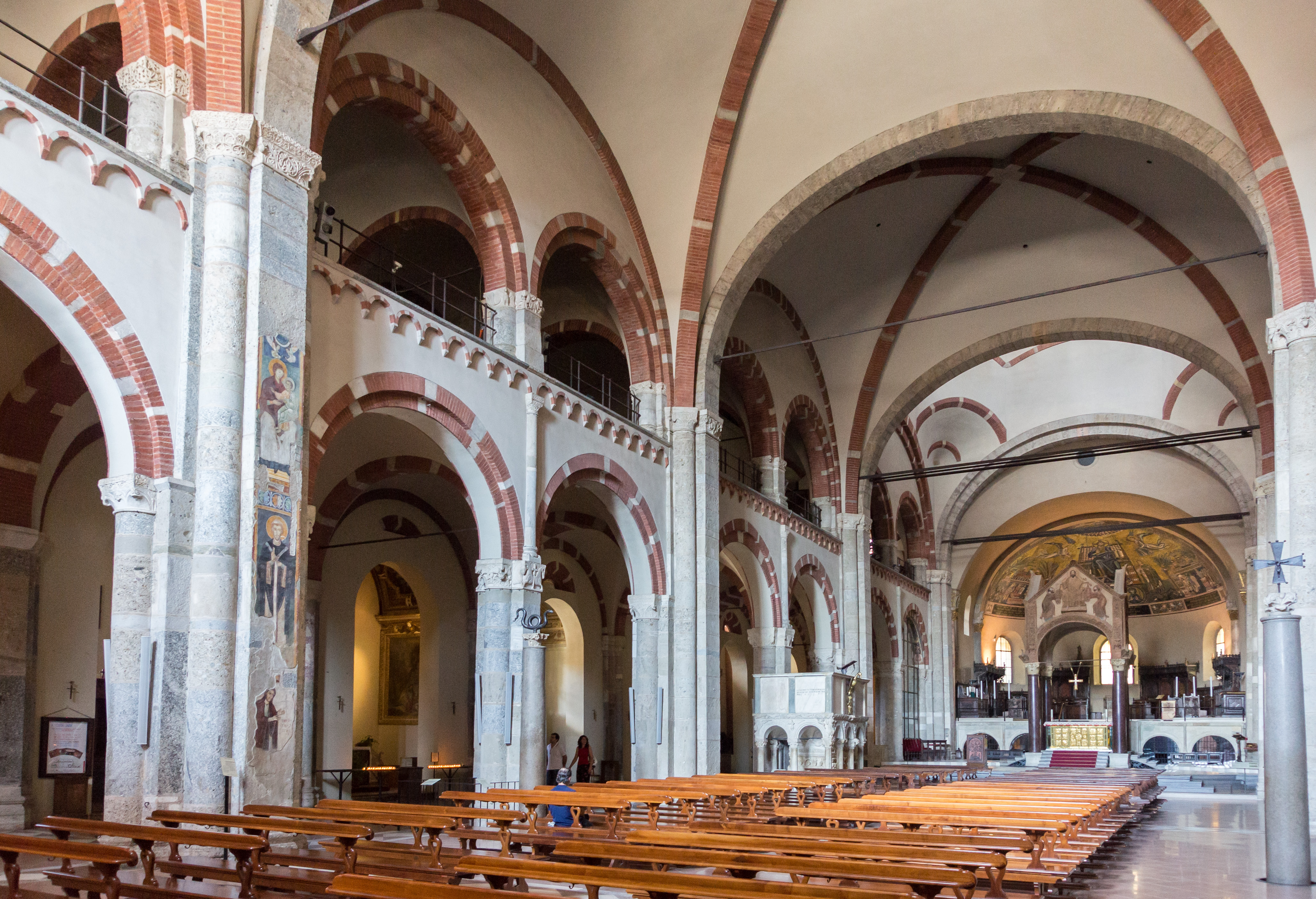
Intérieur de la basilique.
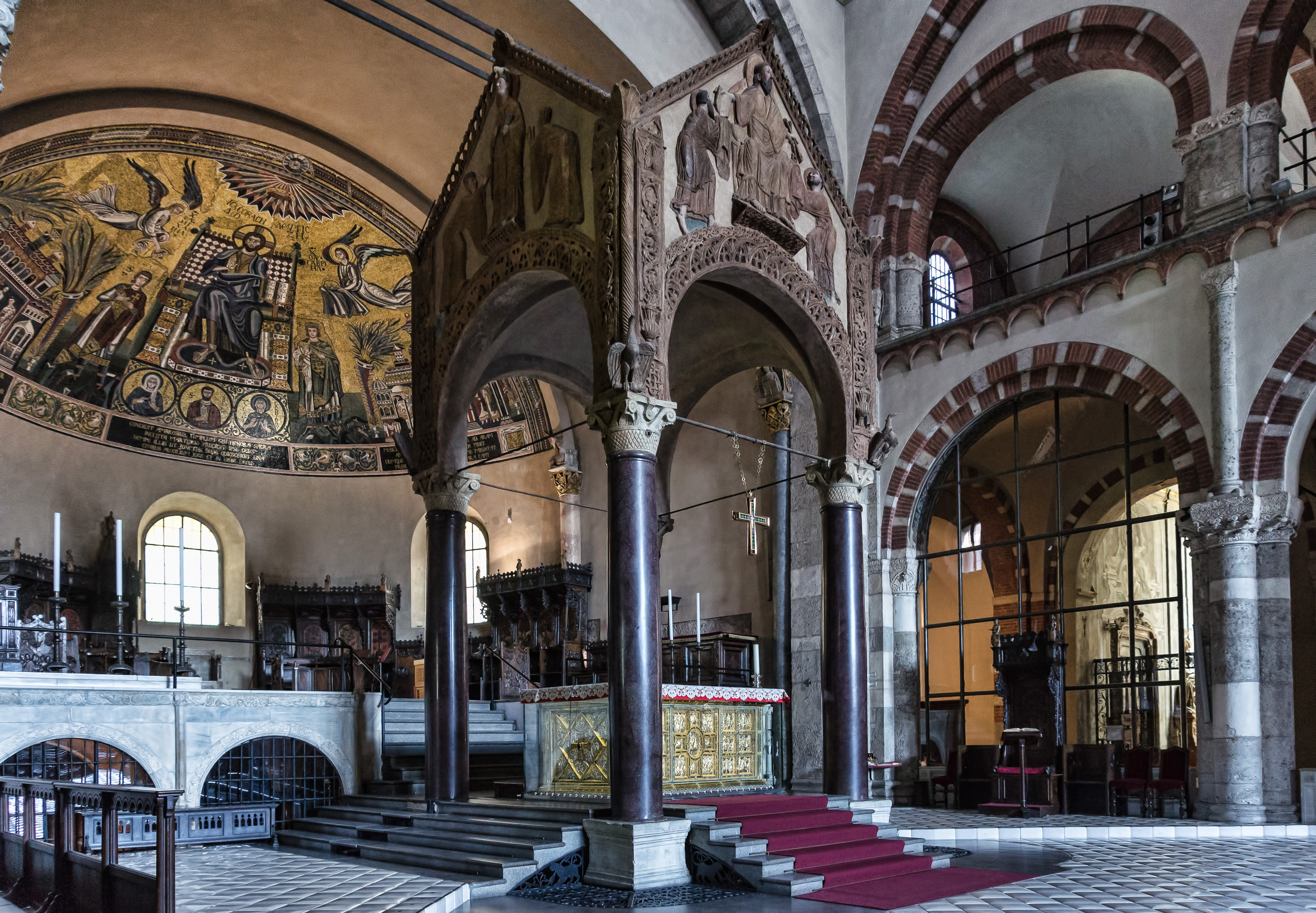
L'autel de la basilique.
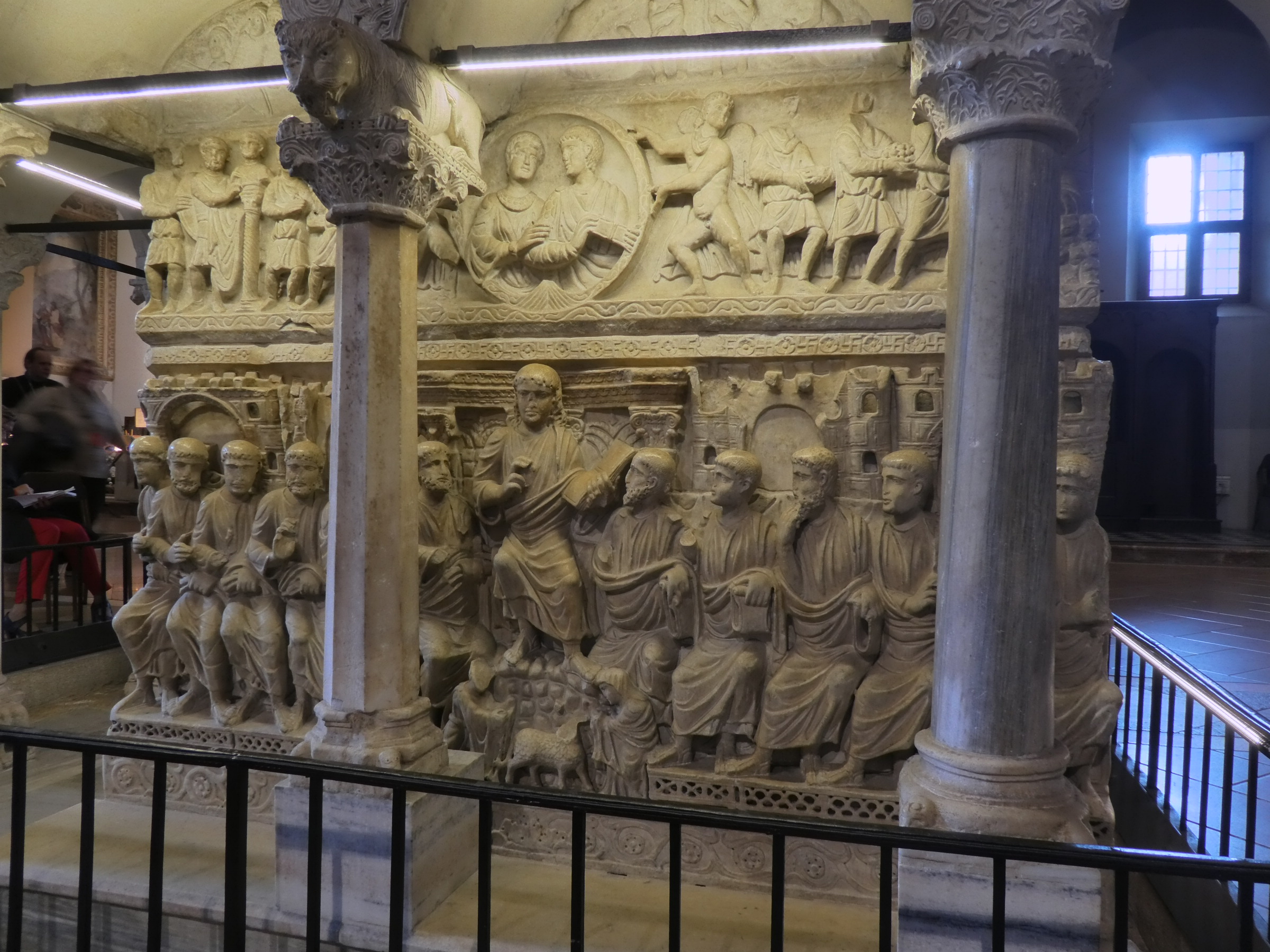
Ambon.

## Source de traduction
- (it) Cet article est partiellement ou en totalité issu de l’article de Wikipédia en italien intitulé « Basilica di Sant'Ambrogio » (voir la liste des auteurs).